# 迈阿密
迈阿密位于美国佛罗里达州东南角比斯坎湾、佛罗里达大沼泽地和大西洋之间，是该州仅次于杰克逊维尔的第二大城市，也是迈阿密-戴德县最大的城市和县治所在。迈阿密还是迈阿密都会区中最大的城市，这个都市圈由迈阿密-戴德县、布劳沃德县和棕榈滩县组成，人口超过559万人，是美国东南部最大的都市圈，也是全美第六大都市圈，但迈阿密不是佛罗里达州的首府。
迈阿密是国际性的大都市，在金融、商业、媒体、娱乐、艺术和国际贸易等方面拥有重要的地位，是许多公司、银行和电视台的总部所在。迈阿密还被认为是文化的大熔炉，受庞大的拉丁美洲族群和加勒比海岛国居民的影响很大（当地居民多使用西班牙语和海地克里奥尔语），与北美洲、南美洲、中美洲以及加勒比海地区在文化和语言上关系密切，因此有时还被称为“美洲的首都”。
2008年，迈阿密因其良好的空气质量、大量的植物被覆盖、清洁的饮用水、干净的街道和全市范围的垃圾回收计划而被《福布斯》评为“美国最干净的城市”。2009年，迈阿密还被瑞士联合银行评为美国最富裕城市和全球第五富裕城市。
邁阿密擁有美國第三高的天際線，全市有超過300棟摩天大樓。邁阿密市中心是國際銀行在美國集中度最高的地方，不少全國性或國際性的公司亦在這裡設有辦公室。邁阿密港在過去20年都被公認為「世界郵輪之都」。

## 历史

### 比斯坎湾地区的早期历史
迈阿密的人类活动历史可以追溯到大约12,000年前，当地最早的居民在迈阿密河沿岸定居。他们利用当地丰富的自然资源，如松木硬木森林中的鹿、熊和野禽，以狩猎和采集为生。这些早期的土著居民擅长使用贝壳制作武器和工具，为他们的生活提供便利。在16世纪中叶，欧洲探险者首次踏足这片土地时，这里的土著居民是德贵斯塔人（Tequesta）。他们的领地覆盖了现在的迈阿密-戴德县、布劳沃德县以及棕榈滩县南部。特奎斯塔人以捕鱼、狩猎和采集果实为生，但并未发展农业。现今位于迈阿密市中心的迈阿密圆环便是特克斯塔人的残存建筑，这一遗址至今仍是该地区原住民文化的重要象征。
1513年，胡安·庞塞·德莱昂的舰队进入比斯坎湾访问了该地区，他的航海日志记录了他到达了“Chequescha”，这是“德贵斯塔”的一种变体词汇，这也是迈阿密的第一个有历史记载的名称，但不确定他是否登岸或与当地居民接触过。1566年，西班牙海军上将佩德罗·梅嫩德斯·德·阿维莱斯及其随从登陆这一地区，当时他们正在寻找在前一年海难失踪的阿维莱斯儿子，因此他们访问了德贵斯塔人的定居点。
1567年，西班牙士兵在神父弗朗西斯科·比利亚雷亚尔（Francisco Villarreal）的带领下，在迈阿密河口建立了一座耶稣会传教站，但由于当地人的敌意和蚊虫的困扰，这座传教站仅维持了不到四年便被废弃。到1570年，耶稣会士决定将传教重点转向佛罗里达以外的地区。西班牙人的撤离使德贵斯塔人失去了外界的医疗支持，而欧洲人带来的天花等传染病迅速在部落蔓延。此外，与其他部落的战争也严重削弱了他们的力量。最终在18世纪初，他们在与克里克人的冲突中彻底落败。1711年，德贵斯塔人的首领前往哈瓦那请求迁徙，西班牙方面派出了两艘船接应，但由于疾病的侵袭，最终只有少数人得以生还及到达古巴。
1743年，西班牙人再次派遣传教士来到比斯坎湾，修建了一座堡垒和教堂，并计划在迈阿密河和比斯坎湾沿岸建立一个永久性的殖民地，以供士兵和土著居民共同开垦。然而，这一提议被认为不切实际，西班牙人在当年年底便放弃了这一计划。

### 西班牙和英国殖民时期
1762年，古巴哈瓦那在七年战争期间被英国远征军占领。1763年，西班牙同意将其位于佛罗里达的领土割让给战胜国大不列颠王国，以换取对哈瓦那的控制权。1766年，英国统治佛罗里达期间，塞缪尔·图切特（Samuel Touchett）获得了英皇授予的一块2万英亩（约81平方公里）的土地，其中包括迈阿密地区。1772年，这块土地由伯纳德·罗曼斯进行测绘。然而，按照当时的规定，土地授予需满足一定的居住条件，即每100英亩至少要有一位定居者。尽管图切特计划在此建立种植园，但由于财务问题，他的计划最终未能实现。
1770年代，英属北美十三个殖民地与大不列颠王国之间的关系持续紧张，最终在1775年爆发美国独立战争。1783年，英国和美国签署了《巴黎条约》，英国承认北美十三个殖民地独立，同时英国并与法国和西班牙签订了附带的《凡尔赛条约》。作为战败国，英国将东佛罗里达和西佛罗里达归还给西班牙。19世纪初，第一批欧洲定居者到来这片土地。来自地中海梅诺卡岛的移民佩德罗·福尔内尔斯（Pedro Fornells），作为新士麦那殖民地（New Smyrna Colony）的幸存者，获得了西班牙皇室授予的比斯坎岛土地。他虽然在六个月后带着家人返回了圣奥古斯丁，但仍留下了一名看守人继续管理岛屿。
同时，一些来自巴哈马的居民为了寻找搁浅在佛罗里达珊瑚礁的沉船上的宝藏而来到南佛罗里达和佛罗里达礁岛群，部分来自巴哈马的家庭接受了西班牙的土地赠予，开始在迈阿密河沿岸定居并开垦土地。同一时期，塞米诺尔人以及一些逃亡的奴隶也迁入了该地区。西班牙在拿破仑战争后国力大不如前，越来越无力支撑佛罗里达的统治，最终在1819年的《亞當斯—奧尼斯條約》中，西班牙正式同意将佛罗里达割让给美国，并由美国承担500万美元的西班牙债务。1821年2月22日，美国总统詹姆斯·门罗宣布该条约生效，佛罗里达正式成为美国领土。

### 19世纪外来移民的迁入
19世纪初，迈阿密地区仍是一片人烟稀少的荒野，但随着美国对佛罗里达的正式接管，新的定居者开始进入这片土地。1825年，美国法警沃特斯·史密斯（Waters Smith）来的了佛罗里达角定居点，并接触到了当地的“非法移民”。当时这些占地者主要是来自巴哈马的移民，他们早在1790年代便沿着佛罗里达海岸定居，其中一位是巴哈马人约翰·伊根（John Egan），西班牙人在其第二次统治佛罗里达时期曾向他授予土地。
1825年，美国政府在比斯坎岛上建造了佛罗里达角灯塔，以警示航行在该海域的船只，避免触礁。1830年，理查德·菲茨帕特里克（Richard Fitzpatrick）从詹姆斯·伊根手中购买了迈阿密河畔的一块土地，并建立了一座种植园。菲茨帕特里克利用奴隶劳动力种植甘蔗、香蕉、玉米以及其他热带水果。然而，1835年的戴德大屠杀引发了第二次塞米诺尔战争，这场战争成为美国历史上最具破坏性的印第安战争之一。1836年1月，菲茨帕特里克不得不撤走奴隶，关闭种植园，并逃离迈阿密地区。为了控制局势，美军在迈阿密河北岸的菲茨帕特里克种植园上建立了达拉斯堡，成为军队的据点。在威廉·哈尼（William S. Harney）少校的指挥下，美军对塞米诺尔人展开了多次突袭。与此同时，塞米诺尔人为了反抗侵略，于1836年焚毁了佛罗里达角灯塔，使其在接下来的十年里无法使用。到1842年，第二次塞米诺尔战争结束，迈阿密地区几乎失去了所有的原住民人口。
战争结束后，菲茨帕特里克的侄子威廉·英格利希（William English）重新建立了迈阿密河畔的种植园，规划了迈阿密村（Village of Miami）并开始出售土地。然而，随着1852年英格利希在加利福尼亚州去世，他的种植园也随之废弃。尽管如此，迈阿密的名称在这一时期开始广泛使用，这片地区因迈阿密河而得名，而迈阿密（Miami）一词则源于居住在奥基乔比湖及其周围的美洲原住民马亚米族（Mayaimi）。1844年，戴德县县治从印第安礁迁至迈阿密。根据1850年的人口普查显示，当时该地区只有96名居民。
1855年至1858年，第三次塞米诺尔战争爆发，虽然这场战争的破坏性不及前一次，但仍然影响了佛罗里达东南部的人口移居速度。战争结束后，一些驻扎在此的士兵选择留在迈阿密，而仍存活的塞米诺尔人则躲入大沼泽地，不再对当地定居者构成重大威胁。1858年至1896年间，迈阿密的定居者仍然寥寥无几，主要聚集在比斯坎湾沿岸的小型社区。其中，最重要的外来移民之一是布里克尔家族。威廉·布里克尔（William Brickell）曾在俄亥俄州克利夫兰、加利福尼亚和澳大利亚生活，并在澳大利亚结识了他的妻子玛丽。1870年，布里克尔夫妇在迈阿密河南岸购置土地，并建立了贸易站和邮局，这一贸易站在19世纪末期为迈阿密的经济发展发挥了重要作用。与此同时，迈阿密地区的其他社区也开始发展。例如，柠檬城（今小海地地区）和椰林成为迈阿密市界内的主要聚居地，而比斯坎（今迈阿密海滩以北）和卡特勒（今帕尔梅托湾）则属于城市外围的定居点。当地居民不仅开展了农业生产，还通过比斯坎湾的航运贸易与基韦斯特、古巴和巴哈马群岛建立了经济联系。

### 铁路推动城市化发展

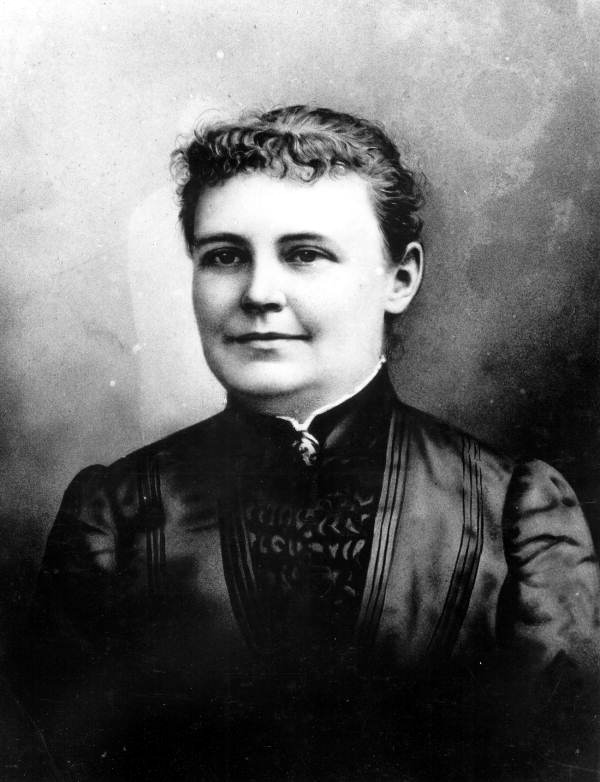
朱莉娅·塔特尔

1890年代初，迈阿密的大部分地区仍然是一片荒野，虽然这片土地被认为是充满发展潜力，但因基础设施匮乏而发展缓慢。然而，一场气候灾害意外地推动了迈阿密的发展。来自俄亥俄州克利夫兰的朱莉娅·斯特图尔特·塔特尔（Julia Tuttle）是迈阿密河北岸640英亩土地的拥有者，她曾多次游说石油大亨亨利·弗拉格勒将他的佛罗里达东海岸铁路从棕榈滩延伸至迈阿密，但都未能如愿。直到1894年末到1895年初，佛罗里达州北部和中部的农作物因大寒潮而几乎全军覆没，唯独迈阿密地区因其温暖的气候而幸免于难，塔特尔抓住机会寄给弗拉格勒一枝带绿叶和白花的橙树枝，展示在南佛罗里达种植柑橘的农业潜力，并提出用她一半的土地换取铁路延伸、酒店建设和城市规划的条件。最终，弗拉格勒同意了这一提议。
1896年4月15日，第一列佛罗里达东海岸铁路列车抵达迈阿密。1896年7月28日，迈阿密正式设市。当地居民曾建议以“弗拉格勒”的名字来命名这座城市，但弗拉格勒拒绝了这一荣誉，并说服他们使用古老的印第安名字“迈阿密”。铁路的到来让迈阿密迅速从一个小村庄发展为一座真正的城市。迈阿密建市时的人口仅有300余人。城市成立后，各地移民开始涌入迈阿密，犹太人占据了商业领域，而黑人——包括美国南方的非裔美国人和来自巴哈马的移民——则成为城市建设的主要劳动力。然而，由于当时的种族隔离政策，黑人居民仅被允许在特定区域购买土地，形成了后来的“有色人种镇”（Colored Town），即今日的上城（Overtown）。1897年，弗拉格勒在塔特尔赠予的土地上建造了皇家棕榈酒店，进一步促进了当地旅游业的发展。到了1900年，迈阿密人口已增长到1681人。

### 房地产热潮与大萧条
进入20世纪后，拿破仑·波拿马·布劳沃德就任佛罗里达州州长期间，极力推动佛罗里达大沼泽地的排水工程，他的愿景是将沼泽变为可耕地，以吸引农民和投资者。从1906年开始，迈阿密政府修建了一系列运河，试图抽干沼泽以获取更多可开发的土地。投机者纷纷从政府手中购得数百万英亩的土地，并在全国范围内宣传以吸引投资者，一些投资者甚至是来到迈阿密后才发现，他们所购的土地竟然仍是一片沼泽。这些工程虽然扩大了迈阿密的可居住面积，但当时社会对环境保护意识不足，抽干沼泽地的行为对当地生态系统造成了深远影响。
与此同时，迈阿密的核心商业区开始在迈阿密河口发展，依托比斯坎湾的航运，迈阿密逐步确立了其作为南佛罗里达经济中心的地位。1913年，商人约翰·斯泰尔斯·柯林斯（John Collins）修建了一座两英里长的木桥，连接迈阿密与比斯坎湾对岸的沙洲。这片沙洲经过疏浚和填海，被改造成迈阿密海滩，后来成为了举世闻名的度假胜地。
随着第一次世界大战的结束，美国进入了“咆哮的二十年代”，迈阿密迎来了前所未有的经济及人口增长。当时，迈阿密政府允许赌博、并且對於禁酒令的执行相當寬容，于是，成千上万的人从美国北方移民到迈阿密地区。1920年，迈阿密人口已达29,549人，比1910年的5,471人大幅增长。而到1923年，城市人口再次翻倍。大量新移民的涌入推动了房地产业的繁荣。地产开发商纷纷涌入，在迈阿密及周边地区建造度假胜地和住宅区。卡尔·格雷厄姆·费舍尔（Carl Fisher）和约翰·柯林斯共同开发迈阿密海滩，使其逐步成为世界级的度假天堂。1925年，迈阿密进一步扩张，将柠檬城、椰林和阿拉帕塔并入城市版图，形成了大迈阿密地区（Greater Miami）；迈阿密市中心位于比斯坎湾沿岸的布里克尔大道因富人纷纷在此建造豪宅，而被誉为“百万富翁大道”（Millionaire's Row）。
然而，这场经济繁荣隐藏着严重的泡沫。由于房产需求旺盛，许多开发商为了获取更大利润，不惜拆除刚建成的建筑，以腾出空间兴建更高、更豪华的楼盘。迈阿密的基础设施难以承受如此迅猛的发展，建筑材料运输受阻，导致许多项目延期。1925年秋季，佛罗里达东海岸铁路禁止除食品和特殊许可物品以外的所有货物运输，港口和铁路终点站堆满了未使用的建筑材料，这一禁运严重影响了当地的建筑业，加剧了信贷紧缩。1926年1月，一艘名为普林茨·瓦尔德马尔号的丹麦旧军舰在迈阿密港搁浅，长达一个月无法通航。这两个事件严重影响了建筑材料的运输，导致大量地产项目延误、新屋交付进度落后预期，房地产商的资金链开始断裂。1926年9月18日，一场强烈的四级飓风——迈阿密大飓风——袭击了迈阿密，风速高达每小时240公里。这场飓风摧毁了大量建筑，造成25,000至50,000人无家可归。红十字会统计的官方死亡人数为373人，但由于许多人被列为“失踪”，实际死亡人数可能更高。这场灾难成为压垮迈阿密经济的最后一根稻草。原本因房市泡沫而摇摇欲坠的经济彻底崩溃，大量投资者血本无归，银行破产，失业率飙升。
1929年，华尔街股市崩盘，随之而来的大萧条席卷全国。1930年代初，超过16,000名迈阿密居民失业，城市陷入极度困境。
为了缓解经济危机，富兰克林·罗斯福总统在1933年启动新政，其中的平民保育团在迈阿密地区设立了多个工作营，为失业青年提供工作。这一时期，迈阿密周边的多个公园——如马塞森滨海公园、格雷诺兹公园、费尔柴尔德热带植物园等，都是平民保育团的建设成果。到1935年，迈阿密开始从经济萧条中复苏。尽管全国经济尚未完全恢复，但迈阿密凭借其独特的气候和地理位置，吸引了新的投资者和游客。1930年代中期，一系列采用装饰艺术风格（Art Deco）的新酒店在迈阿密海滩兴建，标志着迈阿密的重生。

### 二战期间的迈阿密
第二次世界大战期间，迈阿密因其在美国本土东南角的战略地位，成为美国防御德国潜艇攻击的重要军事基地。佛罗里达南部海岸线的辽阔水域，使其成为盟军海上运输线的重要节点。这一优势也吸引了納粹德國海軍的注意。1942年5月，亚诺港号油轮在迈阿密海滩附近被德国U艇击沉，这一事件震惊了美国，也促使政府加强佛罗里达沿岸的防御。为应对U艇的威胁，美国政府将迈阿密纳入两个军事防御区——东部防御司令部（Eastern Defense Command）和第七海军军区。军方在迈阿密设立了海岸巡逻站，并加强了海军和空军的部署，以保护这一战略要地。同时，迈阿密成为盟军的重要补给与通讯枢纽，承担着大量海上运输和反潜作战任务。
当时又称为36街机场的泛美机场，成为了迈阿密陆军机场的所在地。迈阿密陆军机场是二战期间美国主要的飞行员训练基地之一，在最鼎盛时期该基地同时容纳了约114,000名来自世界各地的飞行员接受培训。他们不仅学习基础飞行技能，还进行了长途航行、夜间飞行以及战术轰炸等实战科目的训练。除了人员训练，该基地还肩负着支援盟国的军事运输任务。该机场是航空运输司令部的基地之一，美军的运输机从迈阿密起飞，经加勒比海飞往巴西，然后横跨大西洋至非洲，再向东进入中东，为北非戰場的英军提供租借法案下的军事援助。部分飞机继续向东飞往印度，经驼峰航线翻越喜马拉雅山脉，向中国运送补给。
由于南佛罗里达的地理环境拥有广阔的海岸线、湿地和热带气候，这些自然条件非常适合军事训练。与其他城市不同，迈阿密并未建造大型军事基地来训练士兵，而是直接将现有的城市基础设施改造为军事用途。军方接管了大量建筑，将其改造成训练设施。例如，豪华酒店被改为军营，电影院变成了教室，沙滩和高尔夫球场则成为实战训练场。

### 二戰後邁阿密的發展

#### 移民潮

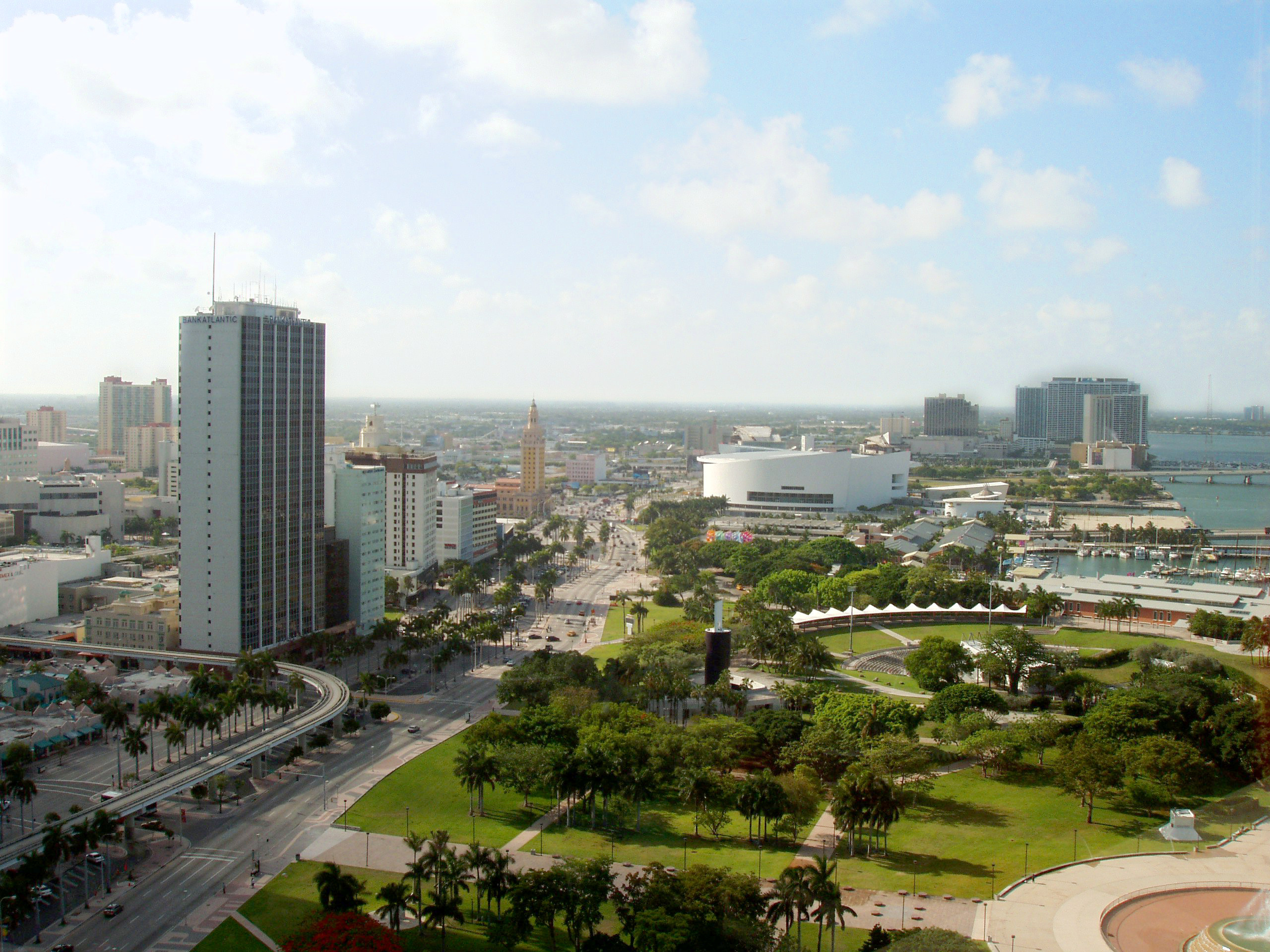
从洲际酒店望出去的迈阿密市区景色

第二次世界大戰成為佛羅里達州戰後經濟與人口爆炸性成長的催化劑。邁阿密的人口從1940年的17.2萬躍升至1950年的25萬，增長了46.1%。許多曾在佛羅里達接受訓練或駐紮的士兵、護士在戰後返回該州定居或旅遊，推動了經濟的繁榮。
1959年古巴革命後，推翻巴蒂斯塔政權的菲德爾‧卡斯楚上台，許多古巴中上階層居民帶著有限的財物遷往佛羅里達。儘管最初許多邁阿密居民對這些難民的到來持保留態度，尤其是非裔美國人因擔憂就業機會減少而感到不滿，古巴移民最終在當地紮根。第一批移民主要是受過良好教育的中產階級人士，他們在古巴曾經擁有成功的事業和生意。這些移民帶來的商業才能和專業知識，不僅填補了中產階級向郊區搬遷後留下的城市空缺，並在很大程度上重振了邁阿密的經濟。1965年，10萬名古巴人通過每日兩班的「自由航班」從哈瓦那來到邁阿密，他們大多定居在河畔社區，該社區逐漸發展成了小哈瓦那（Little Havana），形成了一個西班牙語佔主導地位的社區，而城市其他地方的講西班牙語的人也可以使用他們自己的語言來應付大多數的日常事務。
1960年代，美國司法部長授權透過「假釋」方式允許古巴人進入美國，但他們無法獲得永久居留權。1966年，《古巴移民修正法》通過，規定自1959年以來進入美國的古巴人，只要在美居住滿一年，就可調整身分成為合法永久居民而獲得綠卡。這項政策促使更多古巴人來到邁阿密，使迈阿密迅速发展为古巴侨民的文化和经济中心。到1960年代末，邁阿密-戴德縣已有超過40萬古巴難民。1962年至1974年，联邦政府利用位于迈阿密市中心的自由塔为古巴人办理证件、提供医疗和牙科服务，因此自由塔也被称为“南方的埃利斯岛”。
1970年代末，由於海地和尼加拉瓜政權更迭，10萬多名難民逃往邁阿密。 1980年，马列尔事件使邁阿密再度湧入15萬名古巴移民，跟1960年代古巴移民潮不同的是，這批難民大多數都很貧窮。其中部分曾是囚犯或精神病院病人。這波移民潮加劇了邁阿密社會的不穩定，導致許多中產階級的非西班牙裔白人遷離城市，形成所謂的「白人群飞」現象。1980年代，邁阿密的海地移民人數迅速成長，形成小海地社區（Little Haiti）。 1985年，古巴裔的澤維爾·蘇亞雷斯當選為邁阿密市長，成為當地歷史上首位拉丁裔市長。1990年代，海地裔的影響力進一步增強，克里奧爾語開始出現在公共標誌和選票上。
1994年，為遏制新一輪古巴移民潮、防止發生又一個馬列爾偷渡事件，克林頓政府宣布在海上被攔截的古巴人將被美國海岸警衛隊送往關塔那摩灣或巴拿馬的美國軍事基地，而非直接進入美國。從1994年夏天開始的八個月的時間裡，這項政策導致超過3萬名古巴人和2萬名海地人被送到海外營地。1994年9月9日，美國與古巴就移民問題達成協議，協議規定，每年至少向2萬名古巴人發放移民簽證，同時實施「乾濕腳政策」，即抵達美國陸地的古巴人可留在美國，而海上被攔截者則遣返回古巴。由於古巴移民被視為政治難民，而海地移民多被認定為經濟難民，這項政策並未同樣適用於海地人。1995年5月2日，兩國政府達成第二項協議，從而允許居住在關塔那摩灣的古巴人進入美國，同時，也建立起一個直接遣返在海上攔截的古巴人回古巴的制度。在這項協議中，古巴政府承諾不對這些被遣返者進行報復。
1990年代起，邁阿密成為來自世界各地的遊客和移民的熱門目的地。它是繼紐約和洛杉磯之後的美國第三大移民入境港。此外，來自歐洲、非洲和亞洲等世界各地的大量移民定居在邁阿密。邁阿密的歐洲移民群體許多都是季節性移民，許多人只有在冬季才居住在邁阿密，並擁有很高的可支配收入。例如，邁阿密的意大利移民社區僅有約45,000人，但這卻是美國最富有的意裔美國人社區。該地區也擁有美國最大的芬蘭裔、法國裔和南非裔移民社區，也是美國最大的以色列裔、俄羅斯裔、土耳其裔移民社區之一。

#### 毒品犯罪及贪腐丑闻

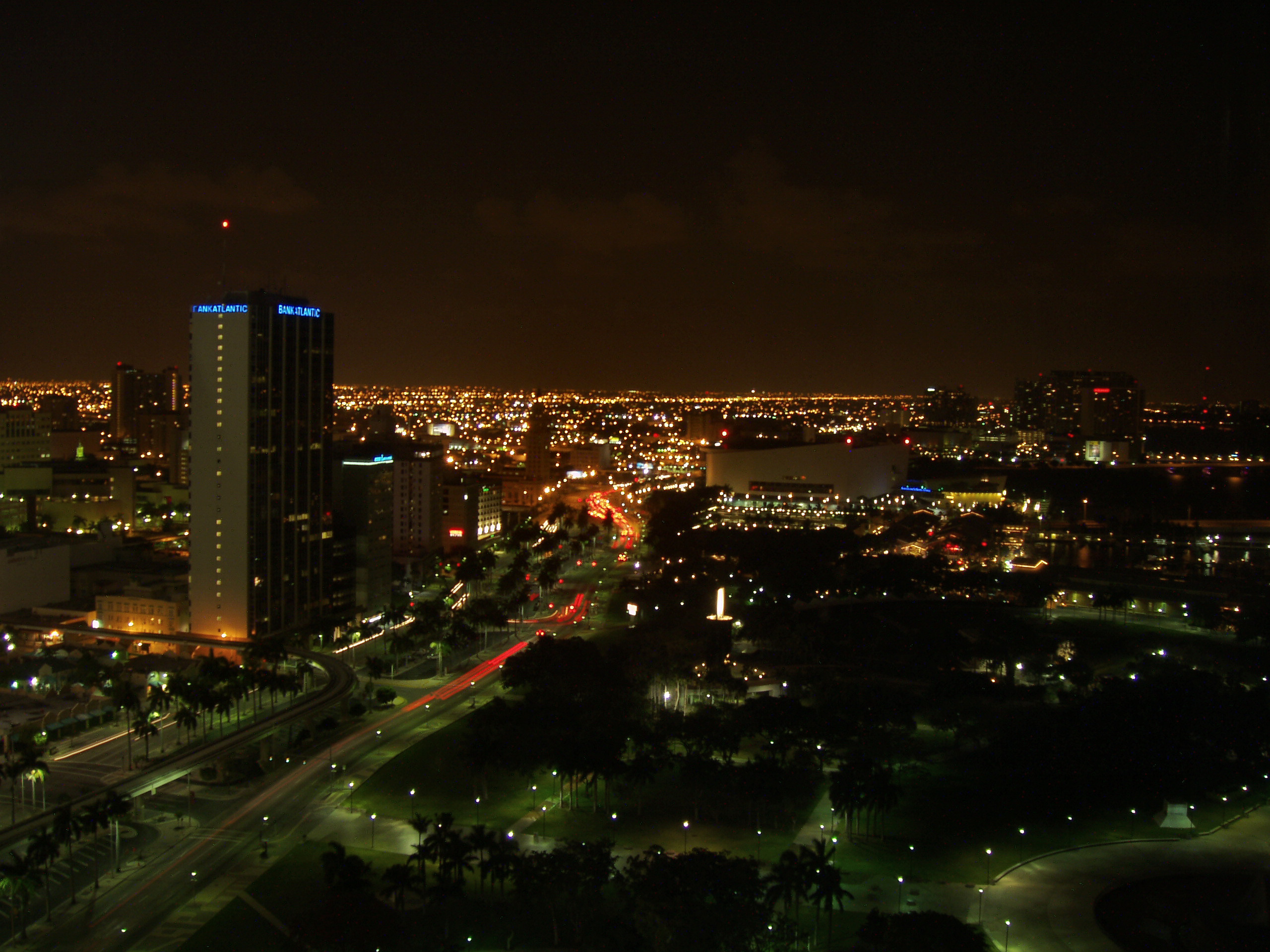
從洲際酒店望出去的邁阿密市區夜景

1980年代的迈阿密经历了一场剧烈的社会变革，这座城市在享受经济繁荣与文化多样性的同时，也被毒品犯罪和治安问题所笼罩。毒品走私、黑帮暴力和警察贪污丑闻使迈阿密成为美国治安最差的城市之一，被戏称为“罪恶之城”（Vice City）。马列尔偷渡潮带来的移民潮中包括古巴政府释放的罪犯和精神病患者，同时，哥伦比亚的麦德林贩毒集团（Medellín Cartel）及其他南美毒枭将迈阿密作为他们向美国市场输送可卡因的主要通道，使迈阿密成为当时全球毒品贸易的核心枢纽。可卡因贸易带来了巨额财富，迈阿密的经济在短时间内出现了畸形繁荣。大量毒品资金被洗白，流入房地产、奢侈品市场和高端夜生活产业。豪华汽车经销店、五星级酒店、高级公寓和俱乐部如雨后春笋般涌现，迈阿密成为美国最奢华的城市之一。然而，这种经济繁荣的背后隐藏着极端的社会不稳定。
迈阿密的毒品走私团伙迅速发展，暴力事件也随之激增。1979年，达德兰购物中心发生了一起震惊全国的枪战，两伙哥伦比亚毒贩在光天化日之下展开火拼，现场惨烈，警方将这些贩毒分子称为“可卡因牛仔”（Cocaine Cowboys）。这次事件标志着迈阿密毒品战争正式开始，随后几年中，帮派之间的暴力冲突不断升级。毒品暴力造成的社会危机在1980年达到高潮，当年迈阿密的凶杀案数量飙升至229起，成为美国大城市中最高的凶杀率之一。警方的执法力度无法跟上犯罪的增长速度，街头帮派争夺市场，枪击案件和谋杀案屡见不鲜，游客和居民的安全受到严重威胁。
面对迈阿密日益严重的毒品犯罪问题，罗纳德·里根总统于1982年成立了南佛罗里达毒品特别工作组（South Florida Drug Task Force），由时任副总统乔治·布什领导，展开针对毒品走私的全国性行动。同年，警方在迈阿密国际机场查获价值1亿美元的可卡因，这一事件促使美国政府加强对毒品走私的打击力度。尽管政府加强了执法，但哥伦比亚贩毒集团早已积累了足够的财富和影响力来对抗执法机构。1985年，南佛罗里达地区的可卡因查获量创下纪录，一年内查获的毒品总价值超过90亿美元，远超之前任何一年的全国记录。
迈阿密的毒品经济不仅影响了普通市民，更腐蚀了当地执法机构。1980年代，迈阿密警方因腐败和贪污丑闻而臭名昭著。由于迈阿密招聘警察的筛选标准较为宽松，一批问题警员进入了迈阿密警察局，许多警察与毒贩勾结，甚至直接参与毒品交易和谋杀。其中最臭名昭著的案例是迈阿密河警察丑闻（River Cops Scandal），19名拉丁裔警察利用职权，在警察局内部组成了一个犯罪组织，涉及谋杀、抢劫、毒品贩卖等多项罪行，利用警察身份进行敲诈勒索，甚至谋杀毒贩以夺取毒品，然后再倒卖牟利。1986年，联邦调查局介入调查迈阿密警察局的腐败问题，最终有超过十名警察被指控犯有毒品交易和谋杀罪。这一事件震惊全国，导致迈阿密警察局的公信力严重受损。在整个1980年代，迈阿密警察局有近10%的警员因毒品相关丑闻被解雇或停职，迈阿密的执法体系陷入严重危机。
随着毒品战争的持续，迈阿密的社会治安在1990年代开始逐步改善。佛州政府推出了一系列针对游客犯罪的防范措施，例如修改租赁汽车的车牌制度，以减少针对游客的抢劫案件。此外，警察系统进行了大规模改革，加强了对警员的审查和监督。1980年代的迈阿密毒品暴力犯罪也成为了这一年代流行文化的象征。1983年上映、由艾尔·帕西诺主演的电影《疤面煞星》（Scarface）讲述了一名古巴移民在迈阿密毒品世界中的崛起和最终覆灭，是1980年代毒品犯罪的代表性影视作品之一。1984至1989年间上映、由唐·強生主演的电视剧《迈阿密风云》（Miami Vice）成为这一时期迈阿密形象的代表，它既展现了这座城市的奢华与美丽，也揭露了其黑暗与危险，这部剧影响了无数影视作品，使迈阿密成为全球流行文化的重要符号。其他以1980年代迈阿密毒品犯罪为题材的著名影视作品包括2001年的《一世狂野》（Blow）、2006年的《可卡因牛仔》（Cocaine Cowboys）和《迈阿密风云》（Miami Vice）。除此之外，电脑游戏《侠盗猎车手：罪恶都市》中的虚拟城市就是以迈阿密为原型设计的，这个游戏的灵感就来自《迈阿密风云》，游戏中的市民和黑幫还會說海地克里奥尔语和西班牙语。

## 地理

### 概况
迈阿密位于美国佛罗里达州东南沿海，三面环水，东临大西洋，西南则被比斯坎湾环绕。相较美国其他主要城市，迈阿密的陆地面积相对较小。根据美国人口普查局的数据，该市总面积约为143.15平方公里（55.27平方英里），其中陆地面积约为92.68平方公里（35.67平方英里），水域面积则占50.73平方公里（19.59平方英里）。迈阿密及其周边的城区坐落于佛罗里达半岛东南部的一片广阔平原上，西临广袤的大沼泽地国家公园，东接比斯坎湾，这片平原自奥基乔比湖向南延伸至佛罗里达湾。迈阿密的平均海拔仅约1.8米（6英尺），是全美海拔最低的主要城市之一，尤其是沿海地区更为低洼。然而，在迈阿密都会区东部，隐藏着一条名为迈阿密岩脊的隆起地形，使得该市的部分区域地势稍高。迈阿密的主要市区位于比斯坎湾沿岸，而湾内散布着数百座天然和人工屏障岛，其中最大的一座便是著名的迈阿密海滩及南海滩。
从地质构造来看，迈阿密的地表基岩主要由迈阿密鲕粒灰岩（Miami Oolite）或迈阿密石灰岩构成，这层基岩覆盖着一层薄薄的土壤，厚度通常不超过15米（50英尺）。这种石灰岩的形成与过去数十万年间地球气候的剧烈变化密切相关，特别是冰河时期导致的海平面波动。在约13万年前的桑加蒙间冰期，海平面比现在高出约8米（25英尺），整个南佛罗里达被浅海覆盖。当时的海底逐渐沉积了大量由鲕粒和苔藓虫壳体组成的石灰岩，并在迈阿密区域形成了一系列平行的礁石带。随后，在约10万年前开始的威斯康星冰期，全球海平面下降，逐步露出迈阿密地区的海床。到约1.5万年前，海平面降至比现在低约90至110米（300至350英尺），随后随着冰川融化迅速回升，并在约4000年前稳定至今日的水平，使得佛罗里达南部的陆地露出水面。
迈阿密地下蕴藏着比斯坎蓄水层，这是该地区主要的淡水来源，向北延伸至棕榈滩县南部，向南一直延续到佛罗里达湾。这一含水层在迈阿密斯普林斯和海厄利亚附近最为接近地表，因此迈阿密都会区的大部分饮用水都取自该含水层。然而，由于地下水位极高，迈阿密的地下施工受到严重限制，一般挖掘至5至6米（15至20英尺）便会遇到地下水。这一特性使得迈阿密几乎无法修建大型隧道或地铁系统，虽然部分地区仍设有地下停车场，但其建设需要复杂的防水工程。
迈阿密的西部边界紧邻大沼泽地，这片广阔的湿地生态系统占据了佛罗里达州南部的大部分地区，也是世界上独特的亚热带湿地之一。由于湿地与城市相连，迈阿密居民时常会在社区甚至高速公路上美洲短吻鳄等野生动物出没。大沼泽地不仅影响了迈阿密的生态环境，也对城市的发展模式产生了深远影响，促使迈阿密在城市扩张时考虑生态保护和湿地恢复。

### 气候
迈阿密的气候属于热带季风气候，具有炎热潮湿的夏季、温暖而短暂的冬季，这个地区并没有明显的四季之分，取而代之的是干湿分明的季节变化。按柯本氣候分類法，迈阿密属于熱帶海洋性氣候的氣候區域，也是美國在北美大陸唯一的熱帶大城市。这种气候特征受多种因素影响，包括其接近海平面的地势、濒临大西洋的地理位置、靠近北回归线的纬度，以及距离墨西哥湾流较近，使得该地区全年保持温暖湿润的气候特点。迈阿密的气象记录可追溯至1839年，但早期数据存在多年间断，直到1900年才在现今的市中心设立了稳定的气象观测站，而美国国家气象局则于1911年正式在迈阿密设立了办公室。迈阿密自有记录以来的最低气温为−2.8°C（27°F），出现于1917年2月3日。历史最高气温则为38°C（100°F），出现于1942年7月21日，这是该市唯一一次达到三位数华氏温度的记录。
冬季的迈阿密气温温和，平均气温约为20.7°C（69.2°F），冬季日间最高气温通常能维持在21°C（70°F）以上。尽管冷锋过境时会带来短暂的降温，但气温很少降至10°C（50°F）以下，每年平均仅有三天会出现这样的低温天气，40°F（4°C）以下的气温更为罕见，在1981年至2010年间，迈阿密仅有八年曾出现这样的低温，而上一次低于或等于0℃的气温出现在1989年12月25日。迈阿密几乎从未正式记录过降雪，唯一一次出现雪花飘落的情况是在1977年1月19日，当时一场罕见的寒潮席卷佛罗里达州南部，导致迈阿密部分地区短暂出现零星雪花，但并未形成积雪。
迈阿密的年降水量高达1,570毫米（61.9英寸），雨季通常从每年5月开始，一直持续到10月中旬。在此期间，气温通常维持在29°C至35°C（85°F至95°F），湿度较高。然而，大西洋上吹来的海风以及午后频繁的雷暴降雨，能在一定程度上缓解高温，但湿度仍然较大，给人一种潮湿闷热的感觉。迈阿密是美国雷暴天气最多的城市之一，每年大约有80天会出现雷暴天气。这些雷暴通常伴随着强烈的雷电和暴雨，有时甚至会带来破坏性的大风或大冰雹。迈阿密偶尔也会遭遇龙卷风或水龙卷，不过其强度通常不及美国其他地区的龙卷风。例如在1925年和1997年，迈阿密分别遭遇了龙卷风袭击，但并未造成大规模破坏。
迈阿密的飓风季节通常从6月1日持续至11月30日，其中最容易受到飓风袭击的时间段为8月中旬至9月底，即所谓的佛得角飓风季节。由于迈阿密的地势较低，约40%的住宅位于易受洪水影响的区域，因此每当飓风来袭，该市极易发生大面积内涝。迈阿密所处的佛罗里达州是美国遭遇飓风最频繁的州之一，历史上曾多次受到严重飓风影响，包括1926年飓风金、1992年飓风安德鲁等。
作为全球最易受到气候变化影响的沿海城市之一，迈阿密正面临海平面上升的威胁。据预测，到2070年，海平面可能上升53至100厘米（21至40英寸），这将导致飓风破坏加剧、洪水风险上升，并可能影响迈阿密的淡水供应。此外，气候变化可能会加剧飓风的强度，使得风暴潮和极端降雨事件更加频繁。为了应对这一挑战，迈阿密已经启动了一系列防护措施，包括加固海滩、建设防洪屏障、提升易受影响的道路和建筑物、恢复湿地生态系统等。
| 迈阿密（迈阿密国际机场），1991–2020年正常值，1895年至今极端数据 | 迈阿密（迈阿密国际机场），1991–2020年正常值，1895年至今极端数据 | 迈阿密（迈阿密国际机场），1991–2020年正常值，1895年至今极端数据 | 迈阿密（迈阿密国际机场），1991–2020年正常值，1895年至今极端数据 | 迈阿密（迈阿密国际机场），1991–2020年正常值，1895年至今极端数据 | 迈阿密（迈阿密国际机场），1991–2020年正常值，1895年至今极端数据 | 迈阿密（迈阿密国际机场），1991–2020年正常值，1895年至今极端数据 | 迈阿密（迈阿密国际机场），1991–2020年正常值，1895年至今极端数据 | 迈阿密（迈阿密国际机场），1991–2020年正常值，1895年至今极端数据 | 迈阿密（迈阿密国际机场），1991–2020年正常值，1895年至今极端数据 | 迈阿密（迈阿密国际机场），1991–2020年正常值，1895年至今极端数据 | 迈阿密（迈阿密国际机场），1991–2020年正常值，1895年至今极端数据 | 迈阿密（迈阿密国际机场），1991–2020年正常值，1895年至今极端数据 | 迈阿密（迈阿密国际机场），1991–2020年正常值，1895年至今极端数据 |
| 月份 | 1月                                                             | 2月                                                             | 3月                                                             | 4月                                                             | 5月                                                             | 6月                                                             | 7月                                                             | 8月                                                             | 9月                                                             | 10月                                                            | 11月                                                            | 12月                                                            | 全年                                                            |
| --- | --------------------------------------------------------------- | --------------------------------------------------------------- | --------------------------------------------------------------- | --------------------------------------------------------------- | --------------------------------------------------------------- | --------------------------------------------------------------- | --------------------------------------------------------------- | --------------------------------------------------------------- | --------------------------------------------------------------- | --------------------------------------------------------------- | --------------------------------------------------------------- | --------------------------------------------------------------- | --------------------------------------------------------------- |
| 历史最高温 °C（°F） | 31 (88)                                                         | 32 (89)                                                         | 34 (93)                                                         | 36 (97)                                                         | 37 (98)                                                         | 37 (98)                                                         | 38 (100)                                                        | 37 (98)                                                         | 36 (97)                                                         | 35 (95)                                                         | 33 (91)                                                         | 32 (89)                                                         | 38 (100)                                                        |
| 平均最高温 °C（°F） | 29.1 (84.4)                                                     | 29.9 (85.8)                                                     | 31.7 (89.0)                                                     | 32.6 (90.7)                                                     | 33.8 (92.8)                                                     | 34.6 (94.2)                                                     | 34.8 (94.7)                                                     | 34.7 (94.5)                                                     | 34.0 (93.2)                                                     | 32.7 (90.9)                                                     | 30.6 (87.0)                                                     | 29.4 (84.9)                                                     | 35.4 (95.8)                                                     |
| 平均高温 °C（°F） | 24.6 (76.2)                                                     | 25.7 (78.2)                                                     | 27.0 (80.6)                                                     | 28.7 (83.6)                                                     | 30.4 (86.7)                                                     | 31.8 (89.3)                                                     | 32.6 (90.6)                                                     | 32.6 (90.7)                                                     | 31.7 (89.0)                                                     | 29.9 (85.9)                                                     | 27.4 (81.3)                                                     | 25.7 (78.2)                                                     | 29.0 (84.2)                                                     |
| 平均低温 °C（°F） | 16.1 (61.0)                                                     | 17.3 (63.2)                                                     | 18.7 (65.6)                                                     | 21.0 (69.8)                                                     | 23.0 (73.4)                                                     | 24.6 (76.3)                                                     | 25.3 (77.5)                                                     | 25.4 (77.7)                                                     | 24.9 (76.9)                                                     | 23.4 (74.2)                                                     | 20.2 (68.3)                                                     | 17.9 (64.3)                                                     | 21.5 (70.7)                                                     |
| 平均最低温 °C（°F） | 7.3 (45.1)                                                      | 9.2 (48.5)                                                      | 11.3 (52.3)                                                     | 15.3 (59.6)                                                     | 19.3 (66.7)                                                     | 21.9 (71.5)                                                     | 22.5 (72.5)                                                     | 22.7 (72.8)                                                     | 22.6 (72.7)                                                     | 18.3 (65.0)                                                     | 13.2 (55.7)                                                     | 9.8 (49.7)                                                      | 5.8 (42.5)                                                      |
| 历史最低温 °C（°F） | −2 (28)                                                         | −3 (27)                                                         | 0 (32)                                                          | 4 (39)                                                          | 10 (50)                                                         | 16 (60)                                                         | 19 (66)                                                         | 19 (67)                                                         | 17 (62)                                                         | 7 (45)                                                          | 2 (36)                                                          | −1 (30)                                                         | −3 (27)                                                         |
| 平均降雨量 mm（） | 46 (1.83)                                                       | 55 (2.15)                                                       | 62 (2.46)                                                       | 85 (3.36)                                                       | 161 (6.32)                                                      | 267 (10.51)                                                     | 187 (7.36)                                                      | 243 (9.58)                                                      | 260 (10.22)                                                     | 194 (7.65)                                                      | 90 (3.53)                                                       | 62 (2.44)                                                       | 1,712 (67.41)                                                   |
| 平均降雨天数（≥ 0.01 in） | 7.7                                                             | 6.5                                                             | 6.3                                                             | 6.9                                                             | 10.8                                                            | 17.6                                                            | 17.3                                                            | 19.4                                                            | 18.1                                                            | 13.8                                                            | 8.6                                                             | 8.0                                                             | 141.0                                                           |
| 平均相對濕度（％） | 73                                                              | 71                                                              | 70                                                              | 67                                                              | 71                                                              | 76                                                              | 74                                                              | 76                                                              | 78                                                              | 75                                                              | 74                                                              | 73                                                              | 73                                                              |
| 月均日照時數 | 219.8                                                           | 216.9                                                           | 277.2                                                           | 293.8                                                           | 301.3                                                           | 288.7                                                           | 308.7                                                           | 288.3                                                           | 262.2                                                           | 260.2                                                           | 220.8                                                           | 216.1                                                           | 3,154                                                           |
| 可照百分比 | 66                                                              | 69                                                              | 75                                                              | 77                                                              | 72                                                              | 70                                                              | 73                                                              | 71                                                              | 71                                                              | 73                                                              | 68                                                              | 66                                                              | 71                                                              |
| 来源：NOAA（1981–2010年相对湿度；1961–1990年日照） 迈阿密国际交换站，1895年9月–1900年11月小海地，1900年12月–1911年5月迈阿密COOP气象站，1911年6月–1937年2月在市中心的气象局，1937年3月–1942年7月在市中心各地，1942年8月起在迈阿密国际机场。 |                                                                 |                                                                 |                                                                 |                                                                 |                                                                 |                                                                 |                                                                 |                                                                 |                                                                 |                                                                 |                                                                 |                                                                 |                                                                 |

## 人口
| 调查年 | 人口    | 备注   | %±     |
| ------ | ------- | ------ | ------ |
| 1900   | 1,681   | [ 35 ] | —      |
| 1910   | 5,471   | [ 35 ] | 225.5% |
| 1920   | 29,571  | [ 35 ] | 440.5% |
| 1930   | 110,637 | [ 35 ] | 274.1% |
| 1940   | 172,172 | [ 35 ] | 55.6%  |
| 1950   | 249,276 | [ 35 ] | 44.8%  |
| 1960   | 291,688 | [ 35 ] | 17.0%  |
| 1970   | 334,859 | [ 35 ] | 14.8%  |
| 1980   | 346,865 | [ 36 ] | 3.6%   |
| 1990   | 358,648 | [ 37 ] | 3.4%   |
| 2000   | 362,470 | [ 38 ] | 1.1%   |
| 2010   | 399,457 | [ 39 ] | 10.2%  |
| 2020   | 442,241 | [ 5 ]  | 10.7%  |

迈阿密是佛罗里达州南部最大的城市，也是该州第二大城市，同时也是人口超过600万的迈阿密都会区的核心。尽管迈阿密市本身仅占整个迈阿密都会区人口的十四分之一，但它仍然是迈阿密-戴德县内人口最多的城市。截至2022年，迈阿密的人口约为44.4万，居民的中位年龄为39.7岁，家庭收入中位数为54,858美元。该市人口最多的五个族群分别是：拉丁裔白人（33.4%）、混血拉丁裔（30.9%）、非拉丁裔非裔美国人（12.8%）、非拉丁裔白人（11.9%）以及其他拉丁裔（6.18%）。此外，迈阿密人口中公民身份比例较低，仅有71.7%的居民为美国公民，低于全国平均水平的93.5%。另一方面，迈阿密的外来移民比例高达57.8%，远超美国的13.6%平均水平，其中大部分移民来自拉丁美洲，特别是古巴、海地和哥伦比亚。
迈阿密的人口增长历史可以追溯到20世纪初期。从1900年的人口1,681人到1950年飙升至249,276人，该市经历了一段人口迅速增长的时期，甚至一度成为佛罗里达州人口最多的城市。然而，随着杰克逊维尔合并了杜瓦尔县的大部分地区，使迈阿密退居全州人口第二大城市。20世纪后半叶，迈阿密的人口增长有所放缓，特别是在1950年代和1960年代，增速明显下降。1970年人口普查显示，迈阿密人口达到334,859人。在接下来的30年里，由于郊区城市化的发展，迈阿密的人口仅增加了8.2%。到2000年，该市人口达到362,470人。21世纪初，迈阿密的人口增长再次提速，特别是市中心的高层建筑开发促进了人口回流。从2000年到2010年，迈阿密人口达到399,457人，增长10.2%，并在2010年代突破40万人。2020年人口普查数据显示，迈阿密人口进一步增长10.7%，达到442,241人。市中心地区如布里克尔、艾吉沃特和迈阿密中城，成为吸引人口增长的主要区域。
迈阿密的种族构成在过去几十年发生了显著变化。1970年时，该市人口45.3%为拉丁裔，32.9%为非拉丁裔白人，22.7%为非裔。然而，从1970年至2000年，随着大量非拉丁裔白人迁离，以及大规模拉美移民的涌入，拉丁裔逐渐成为迈阿密的主导族群，并在1985年选举出首位古巴裔市长泽维尔·苏亚雷斯。非裔人口在1990年达到近90,000人，占迈阿密总人口的四分之一。但此后，该群体人口持续下降，至2020年仅剩52,447人，占比下降至11.7%。高昂的生活成本、城市改造以及市中心和小海地等地区的绅士化趋势，被认为是这一变化的主要原因。与此同时，非拉丁裔白人人口在21世纪初开始回升，特别是在市中心地区，来自拉丁美洲和美国其他地区的移民带动了这一群体的增长。2000年，非拉丁裔白人占比降至11.8%，但到2010年略增至11.9%。到了2020年，这一比例进一步升至14.0%，人口数量达到61,829人，为1980年代以来的最高水平。

## 政治

### 政府结构
迈阿密市政府采用市长-议会制的地方政府管理体系，这种治理模式结合了市长的行政领导权与市议会的立法权。在这一体系中，迈阿密市议会（City Commission）由五名委员（Commissioners）组成，每名委员分别由五个单一选区选出。市议会作为城市的立法及最高治理机构，拥有制定条例、通过法规的权力，并负责执行市政宪章赋予的各项职权。而市长（Mayor）则担任城市的行政首长，由全市选民直接选举产生，职责包括提出财政预算、签署立法、任命各部门负责人，以及监督全市的日常运作。市政经理是迈阿密市的首席行政官，但并非民选职位，而是由市长提名，并需经市议会批准后正式任命。市政经理的主要职责是协助市长办公室编制城市财政预算，监督市政府各部门的日常运营，并根据市长和市议会的决策执行市政政策，此外，市长还代表迈阿密市参与州级、国家级以及国际事务。除此之外，市长任命一位行政主管——市政经理（City Manager），负责迈阿密市政的日常运营，并确保政策的落实。
目前，迈阿密市长是弗朗西斯·哈维尔·苏亚雷斯，自2017年上任以来一直担任这一职务。

### 政治取态
在20世纪的大部分时间里，迈阿密及其所在的迈阿密-戴德县一直是民主党的坚固堡垒。这一趋势与该地区多元化的人口结构和自由派政治立场相符。然而，自2020年起，迈阿密的政治格局发生了显著变化，尤其是在西班牙裔选民群体中的转向，推动了共和党在当地的崛起。
2020年美国总统大选成为迈阿密政治版图变化的重要分水岭。共和党的唐纳德·特朗普在拉丁裔选民，尤其是古巴裔美国人中的拉票取得了显著进展，使得共和党在迈阿密-戴德县的支持率大幅上升。尽管特朗普仍然在该县以7个百分点的劣势落败，但与2016年总统选举相比，这一差距缩小了21个百分点。此外，特朗普在迈阿密市内的得票率也大幅上升，仅落后民主党候选人19个百分点。两年后的2022年佛罗里达州州长选举中，共和党候选人罗恩·德桑蒂斯赢得了迈阿密-戴德县，这是共和党自2002年以来首次夺下该县，而在迈阿密市，他仅以1.5个百分点的微弱差距落败。这一趋势在2024年总统大选中进一步显现。特朗普不仅赢得了迈阿密-戴德县，并以11个百分点的优势取胜，这是共和党总统候选人自1988年以来首次在该县获胜。这一结果标志着迈阿密地区的政治格局发生了变革，传统上的民主党优势已不再牢固。在同一场选举中，特朗普在迈阿密市仅以不到1,000票的劣势落败，这一前所未有的接近度表明共和党在该市的支持率持续上升，特别是在古巴裔及其他拉美裔选民群体中获得更多认同。
迈阿密和迈阿密-戴德县的政治转向是美国全国范围内拉丁裔选民群体变化的一部分。历史上，拉丁裔选民长期倾向于支持民主党，但近年来，共和党通过强调移民政策、经济发展机会和治安问题，逐渐吸引了这一群体中的部分选民。许多拉丁裔选民对民主党的移民政策、税收政策和政府开支等问题感到不满，促使他们转向共和党。

## 经济
迈阿密是佛罗里达州重要的商业和金融中心。根据全球化及世界城市研究网络（GaWC）2020年的排名，迈阿密被评为Beta+级别的世界城市，与亚特兰大、达拉斯和休斯顿并列，这一评级表明迈阿密在全球企业服务组织的影响力方面具有重要地位。2013年，该市的都市生产总值（GMP）达到2570亿美元，在美国排名第11位，全球排名第20位。此外，迈阿密吸引了众多跨国公司和企业总部，成为商业和金融活动的重要枢纽。多家世界知名企业，如阿克曼律師事務所、Alienware、嘉年华集团、诺唯真邮轮、皇家加勒比国际游轮和特莱蒙多等均将总部设立在迈阿密。此外，超过1400家跨国企业在迈阿密设立了拉美地区总部或地区办事处，包括沃尔玛、美国航空、思科、华特迪士尼、埃克森美孚、联邦快递、微软、甲骨文公司等。迈阿密还是美国重要的金融中心之一，尤其在国际银行业务方面尤为突出。该市的布里克尔金融区聚集了众多国际银行，使迈阿密成为美洲市场的金融中心。此外，该市也是自由贸易和国际商务的重要参与者，曾在2003年举办美洲自由贸易区（FTAA）谈判。迈阿密的经济高度多元化，涵盖多个关键产业。据2022年统计，建筑业、医疗保健与社会援助业，以及住宿与餐饮服务业是当地就业人数最多的行业，分别雇佣了27,844人、25,662人和23,207人。
房地产行业也是迈阿密经济的重要支柱之一。2000年代中期，迈阿密经历了1920年代以来最大的房地产繁荣时期，获批的高层建筑项目超过百个。然而，2007年次贷危机引发美国房地产市场崩溃，导致迈阿密的楼市受到严重打击，许多房产被银行收回。根据位于佛罗里达州巴尔港的咨询公司Condo Vultures的一项研究显示，2008年南佛罗里达地区的公寓、联排别墅和独栋住宅的平均售价比前几年的最高位下跌了43%。2010年以后，迈阿密市中心的房地产市场逐渐恢复，市中心的高层公寓和豪华住宅项目如雨后春笋般涌现，逐渐成为国际投资者的热门选择，尤其是来自拉丁美洲和欧洲的买家。2019年起，远距工作的流行、低贷款利率环境和紧张的库存水平助长了新冠疫情期间的迈阿密房地产繁荣，随着美联储自2022年起大幅加息，许多城市的房地产市场出现了大幅调整，然而，迈阿密仍然是一个例外。其中一个主要原因是迈阿密房地产的买家来自世界各地，很多外国买家都是全现金买家，对融资借贷不感兴趣，加息实际上对这些买家影响有限，例如，阿根廷的税收较高且通货膨胀率极高，因此客户会将迈阿密作为资金的避风港，这也是迈阿密继续吸引大量南美和中美洲买家的原因之一。
迈阿密的交通和物流业同样发达。迈阿密国际机场和迈阿密港是美国最繁忙的入境口岸之一，同时也是美国对南美和加勒比地区的货运枢纽。迈阿密港更是全球最繁忙的邮轮港口，连续十多年保持全球邮轮乘客吞吐量第一的位置，接待全球最大规模的邮轮和主要邮轮公司，如嘉年华邮轮、皇家加勒比邮轮和诺唯真邮轮等。此外，旅游业也是迈阿密最重要的产业之一，迈阿密因其在音乐、电影和流行文化中的频繁亮相而成为全球知名的旅游目的地。2016年，该市接待了全美第二多的国际游客，仅次于纽约市，并位列全球国际游客消费额最高的二十座城市之一。2017年，迈阿密共接待了1590万名游客，为当地经济贡献了261亿美元。南海滩、林肯路、海湾市场和布里克尔城中心等地是游客喜爱的景点。每年，迈阿密及邻近城市还举办一系列知名活动，如迈阿密网球公开赛（Miami Open）、巴塞尔艺术展迈阿密海滩展会（Art Basel）、冬季音乐会（Winter Music Conference）、南海滩美酒美食节（South Beach Wine and Food Festival）以及梅赛德斯-奔驰时装周（Mercedes-Benz Fashion Week Miami）等，都吸引到大量游客和业内人士前来。

## 交通

### 道路交通

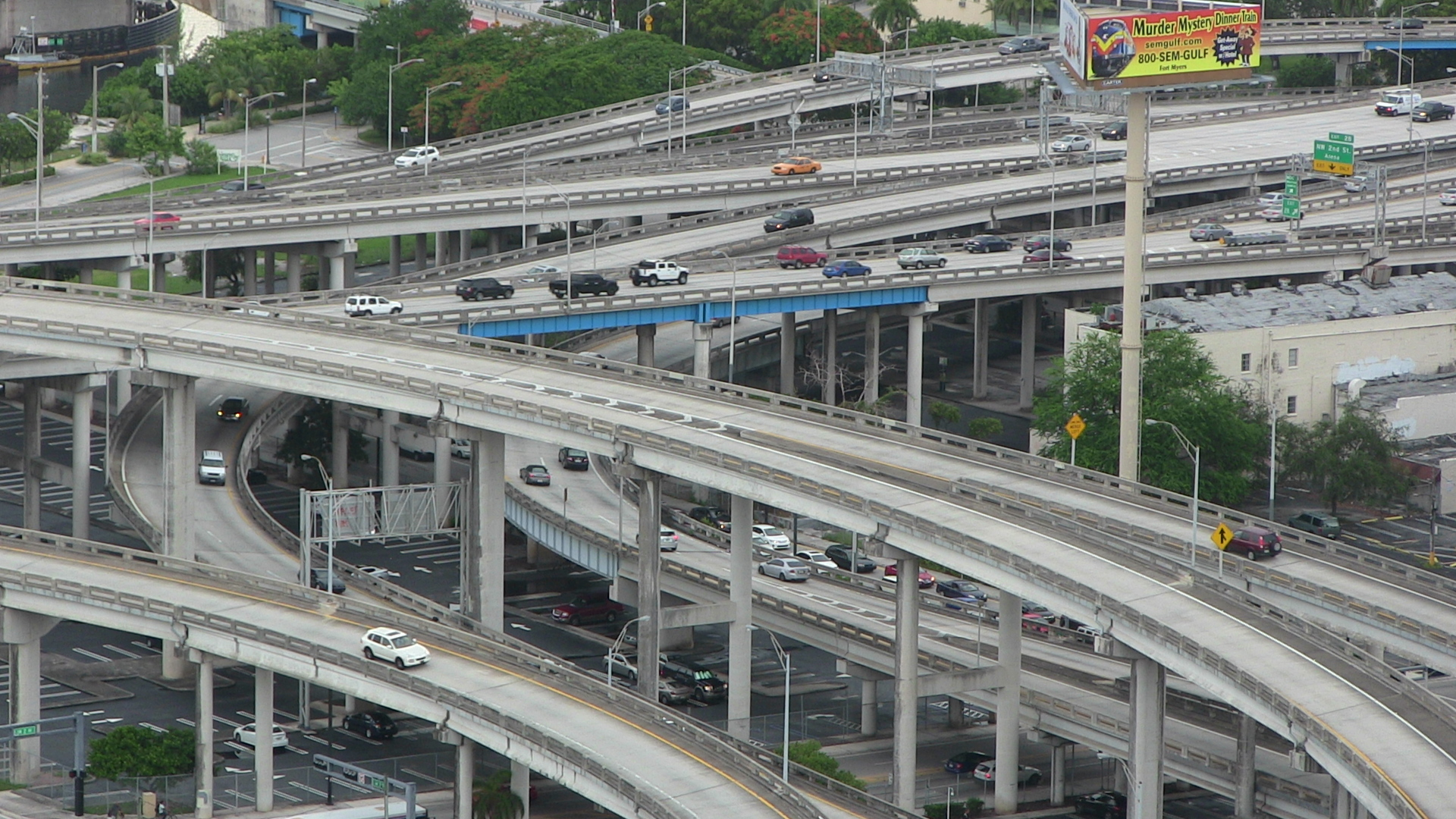
迈阿密市中心错综复杂的立交桥

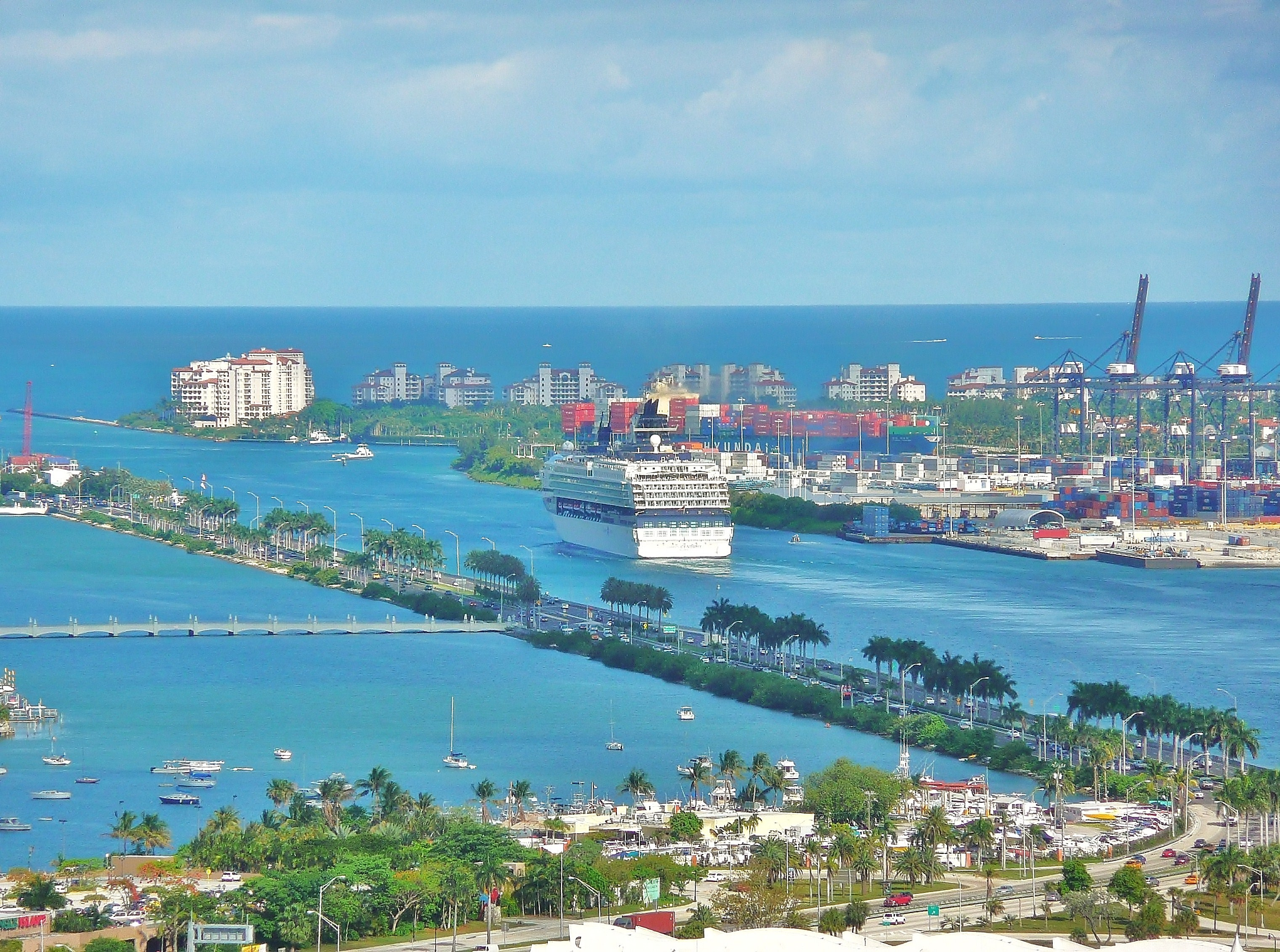
麦克阿瑟堤道

迈阿密的道路交通体系主要依赖于私家车。尽管迈阿密的公共交通系统较为完善，但私家车仍是主要的出行方式。根据2016年的美国社区调查对市民通勤方式的研究，72.3%的迈阿密市居民选择独自驾车，8.7%选择合伙拼车，9%使用公共交通工具，3.7%步行通勤，约1.8%的居民使用出租车、摩托车或自行车等其他交通方式，而有4.5%的居民在家远程工作。2016年，迈阿密市约18.6%的家庭没有汽车，虽然比2015年的19.9%略有下降，但仍远高于当年美国全国8.7%的平均水平。迈阿密家庭平均拥有1.24辆汽车，低于全国平均的1.8辆，这反映了部分居民对公共交通的依赖程度。
迈阿密的道路命名系统以街道格网为基础，整体布局从迈阿密市中心向外扩展。弗拉格勒街（Flagler Street）是东西方向的基准线，而迈阿密大道（Miami Avenue）是南北方向的基准线。这两条道路的交汇点位于市中心的梅西百货公司前。迈阿密的道路大多采用数字编号方式，例如，弗拉格勒街以北且迈阿密大道以西的街道地址通常带有“西北”（NW）前缀，而以南和以东的街道地址则分别使用“西南”（SW）和“东南”（SE）。由于市中心位于迈阿密东部靠近海岸的区域，因此“西北”（NW）和“西南”（SW）象限比“东北”（NE）和“东南”（SE）象限大得多。此外，许多主要道路除了数字编号外，还有专门的名称，例如塔米亚米公路（Tamiami Trail）即西南第8街（SW 8th Street）。
迈阿密的南北向道路主要被命名为路（Road）、大道（Avenue）或小路（Place、Court），而东西向道路则多为街（Street）、道（Drive）或小路（Way、Terrace）。主要道路通常按照一英里为间隔分布，每一英里约有16个街区的南北向道路和10个街区的东西向道路。南北向的主要大道通常以数字“7”结尾，例如：西北第17大道（NW 17th Avenue）、西北第27大道（NW 27th Avenue）、西北第37大道（NW 37th Avenue）又称道格拉斯大道（Douglas Avenue）、西北第57大道（NW 57th Avenue）又称红路（Red Road）、西北第67大道（NW 67th Avenue）又称勒德拉姆路（Ludlam Road）、西北第87大道（NW 87th Avenue）又称加洛韦路（Galloway Road），一直延伸至西北第177大道（NW 177th Avenue）又称克罗姆大道（Krome Avenue）。然而也有例外，例如西北第42大道（NW 42nd Avenue）又称勒琼路（LeJeune Road），其位于半英里点上，而不是整英里处。
迈阿密的东西向主要街道则以16的倍数编号，南部的编号系统从西南第8街（SW 8th Street）开始，而非弗拉格勒大街。例如：西南第24街（SW 24th Street）又称珊瑚道（Coral Way）、西南第40街（SW 40th Street）又称伯德路（Bird Road）、西南第56街（SW 56th Street）又称米勒路（Miller Road）、西南第72街（SW 72nd Street）又称日落大道（Sunset Drive）、西南第88街（SW 88th Street）又称北肯德尔大道（North Kendall Drive）、西南第104街（SW 104th Street）又称南肯德尔大道（South Kendall Drive）、西南第120街（SW 120th Street）又称蒙哥马利道（Montgomery Drive），这一规则一直延续到西南第300街（SW 300th Street）。迈阿密的地址系统中，奇数号位于街道的北侧或东侧，而偶数号位于南侧或西侧。
迈阿密的主要道路系统由多条州际公路、美国国道和佛罗里达州道组成。其中，四条州际公路（I-75、I-95、I-195、I-395）贯穿整个迈阿密-戴德县。美国国道包括1号美国国道（比斯坎大道/迪克西公路）、27号美国国道（奥基乔比公路）、41号美国国道（塔米亚米公路）和441号美国国道（西北第七大道）。重要的佛罗里达州道包括机场高速公路（SR 112）、棕榈大道高速公路（SR 826）、海豚高速公路（SR 836）、唐·舒拉高速公路（SR 874）等。这些高速公路与主要干道构成了迈阿密的道路交通骨架。
迈阿密还拥有六条主要的跨海堤道（Causeways），连接西部的大陆与东部的障壁岛。这些堤道包括连接布里克尔与弗吉尼亚礁及比斯坎岛的里肯巴克堤道（Rickenbacker Causeway） 、连接迈阿密市中心与南海滩的威尼斯人堤道（Venetian Causeway）和麦克阿瑟堤道（MacArthur Causeway）、连接迈阿密中城与迈阿密海滩的朱莉娅·塔特尔堤道（Julia Tuttle Causeway） 、连接上城东区与北海滩的第79街堤道（79th Street Causeway）、连接北迈阿密与港口湾群岛及巴尔港的布罗德堤道（Broad Causeway），这些跨海桥梁不仅为迈阿密提供了通往海滨的便捷通道，也成为了城市标志性的景观之一。

### 公共交通

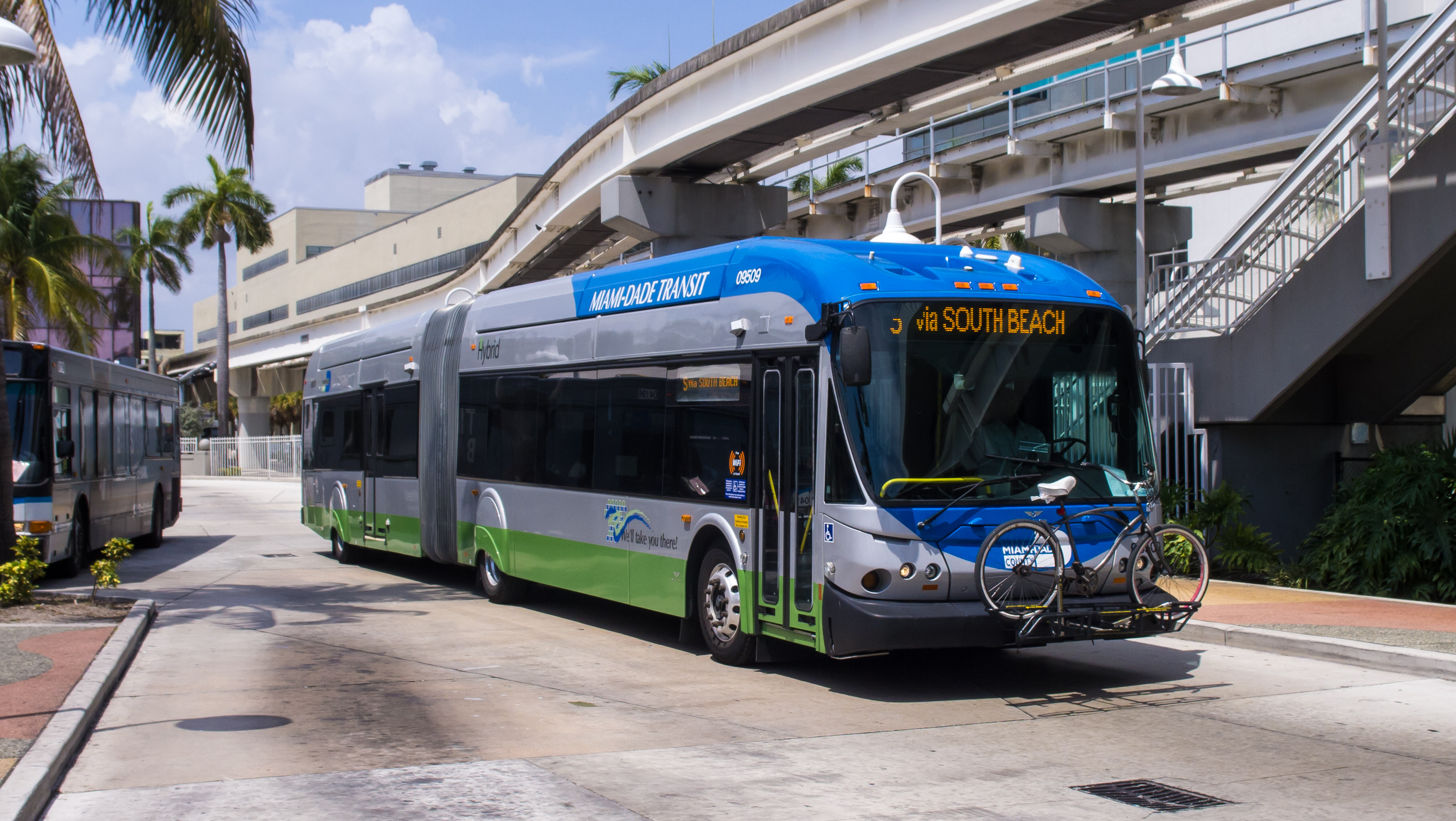
迈阿密-戴德运输的都会巴士

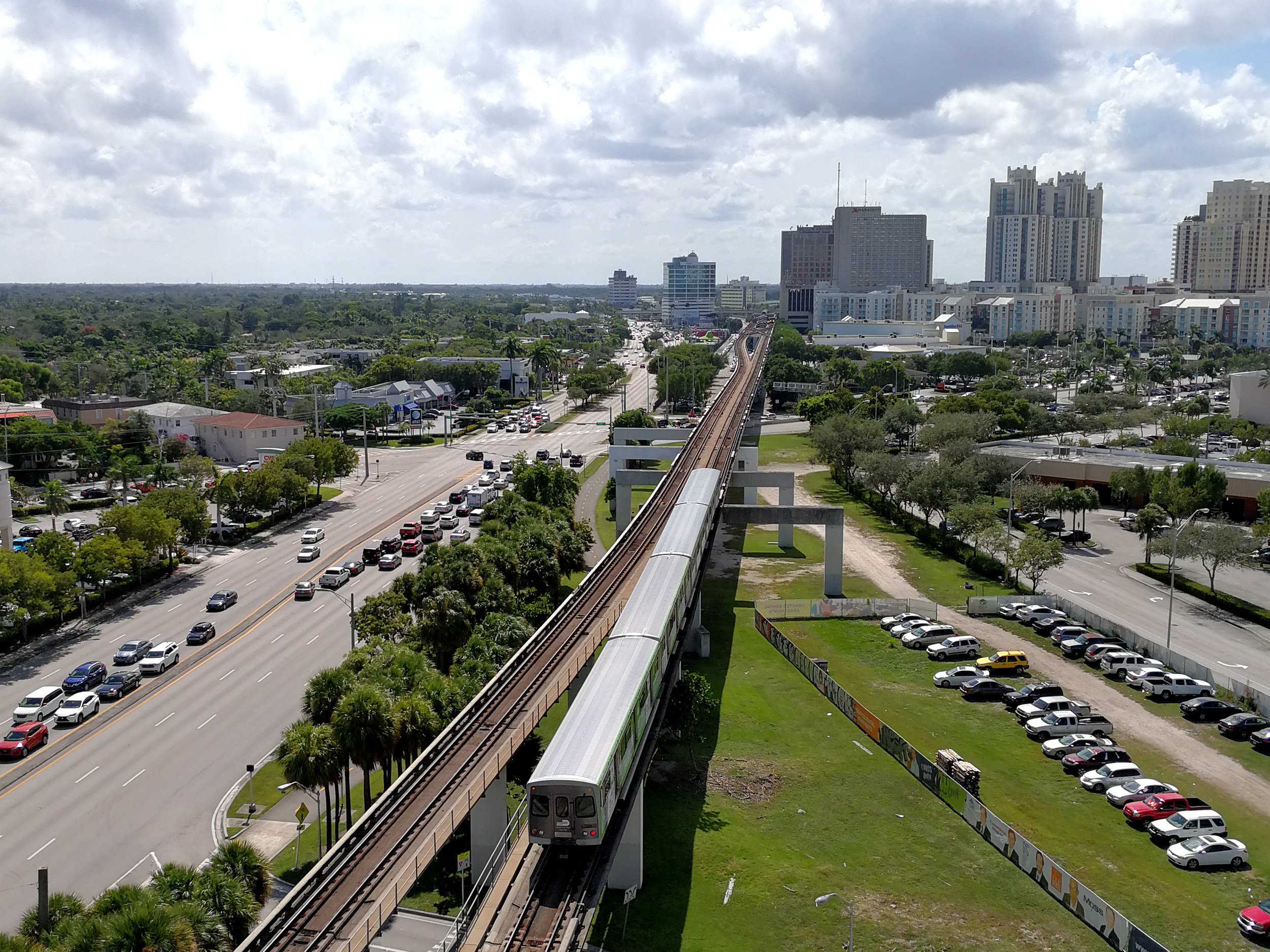
迈阿密地铁

迈阿密的公共交通系统由迈阿密-戴德运输（MDT）和南佛罗里达地区交通管理局（SFRTA）共同运营，包括三县通勤铁路（Tri-Rail）、迈阿密地铁（Metrorail）、都会旅客捷运系统（Metromover）和都会巴士（Metrobus）。作为佛罗里达州公共交通使用率最高的城市，迈阿密约有17%的居民每天使用公共交通，但迈阿密的通勤时间相对较长，平均工作日通勤时间为90分钟，其中39%的乘客每天花费超过两小时在公共交通上。乘客在站点或车站的平均等候时间为18分钟，而37%的乘客通常需要等待超过20分钟。单程平均通勤距离约为12公里（7.46英里），其中38%的乘客单程行程超过13公里（8.08英里）。
迈阿密地铁是迈阿密唯一的高运量重型铁路标准的捷运系统，由两条线路和23个车站组成，全长39.3公里（24.4英里）。这条高架轨道系统连接了迈阿密国际机场、医疗区、迈阿密市中心等重要区域，并向西通往海厄利亚和米德利（Medley），向南则覆盖了罗兹区、椰林、科勒尔盖布尔斯、南迈阿密以及肯德尔等社区。迈阿密都会旅客捷运系统是迈阿密市中心区域内的自动高架捷运系统，设有21个车站，共有三条线路，站点平均间隔仅为两个街区，连接了迈阿密市中心和布里克尔等商业核心区，乘客可免费搭乘，对在市中心区域的短途出行尤其便利。目前，迈阿密正在规划湾区连线（BayLink），将都会旅客捷运系统延伸到迈阿密海滩。
迈阿密的通勤铁路系统——三县铁路，由南佛罗里达地区交通管理局运营。该线路从迈阿密国际机场出发，向北贯穿迈阿密-戴德县、布劳沃德县和棕榈滩县，全线共设18个车站，为南佛罗里达地区的居民提供了重要的城际通勤服务。此外，光亮线是连接迈阿密和奥兰多的私营城际铁路，也是佛州唯一一条最高速度可达125英里/小时（200公里/小时）的准高速铁路，迈阿密的终点站位于市中心錯誤：語言代碼「Government Center (Miami)」不存在的迈阿密中心站（MiamiCentral），迈阿密到奥兰多的全程行车时间约3小时30分钟。迈阿密的长途铁路客运服务由美国国家铁路客运公司提供，营运着纽约至迈阿密的银色流星号，以及芝加哥至迈阿密的佛罗里达人号两对长途列车。
迈阿密联运中心（Miami Intermodal Center）是迈阿密地区的主要交通枢纽，紧邻迈阿密国际机场，汇集了迈阿密地铁、三县铁路、都会巴士、灰狗巴士、出租车、租车服务，并通过自动旅客捷运系统（MIA Mover）连接迈阿密国际机场。

### 航空交通
迈阿密国际机场（IATA代码：MIA）位于迈阿密-戴德县中部的非建制区域，是迈阿密地区的主要国际机场，也是全球最繁忙的国际机场之一。该机场年旅客吞吐量超过3500万人次，是美国航空的第三大枢纽及其通往拉丁美洲和加勒比地区的主要门户。迈阿密国际机场同时也是美国第三大国际入境口岸，仅次于纽约肯尼迪国际机场和洛杉矶国际机场，在全球排名第七。迈阿密国际机场的国际航线网络覆盖广泛，提供飞往北美、南美、欧洲、亚洲和中东等70多个国际城市的直飞航班。

## 教育

### 初等及中等教育
迈阿密的公立学校学区由迈阿密-戴德县公立学校（M-DCPS）管理，该系统是佛罗里达州最大的学区，同时也是全美第四大公立学区。在2024~2025年度学年，迈阿密-戴德县公立学校包括158所小学、48所初中、64所高中、59所八年制学校（K-8）、119所磁性学校、160所特许学校（包括48所小学、28所初中、36所高中、35所八年制学校、17所合并学校、3所线上学校）、20所另类学校、4所特殊教育中心、21所技术学院/成人教育中心、2所线上学校。
迈阿密市内有多所在学术表现方面获得广泛认可的高中，例如设计与建筑高中（Design and Architecture High School）在《美国新闻与世界报道》的金牌学校排名中名列第七。此外，MAST学院（MAST Academy）以及新世界艺术学校（New World School of the Arts）也因其学术和艺术课程而受好评。
除公立学校外，迈阿密还有多个宗教及非宗教性质的私立学校。天主教私立学校由天主教迈阿密总教区管理，例如位于迈阿密市区的圣母玛利亚拉萨尔高中（Immaculata-LaSalle High School）。此外，由宗教团体运营的预备学校还有卡罗尔顿圣心学校（Carrollton School of the Sacred Heart）。

### 高等教育
迈阿密共有超过20万名学生在本地的各大高等学府就读，使其成为全美人均大学入学率排名第七的城市。迈阿密有四所主要高等院校。迈阿密-戴德学院（MDC）是全美规模最大的社区学院之一，提供多种学科的副学士及学士学位课程，并以开放的招生政策和众多职业培训项目著称。佛罗里达国际大学（FIU） 位于大学公园，是佛罗里达州最重要的公立研究型大学之一，以商学院、工程学院和国际关系研究闻名。迈阿密大学（UM）是一所私立研究型大学，以医学、法学、商学及海洋科学等专业见长。此外，贝瑞大学也是迈阿密地区的一所重要私立大学，专长为法律、护理和社会科学等学科。

## 文化

### 体育

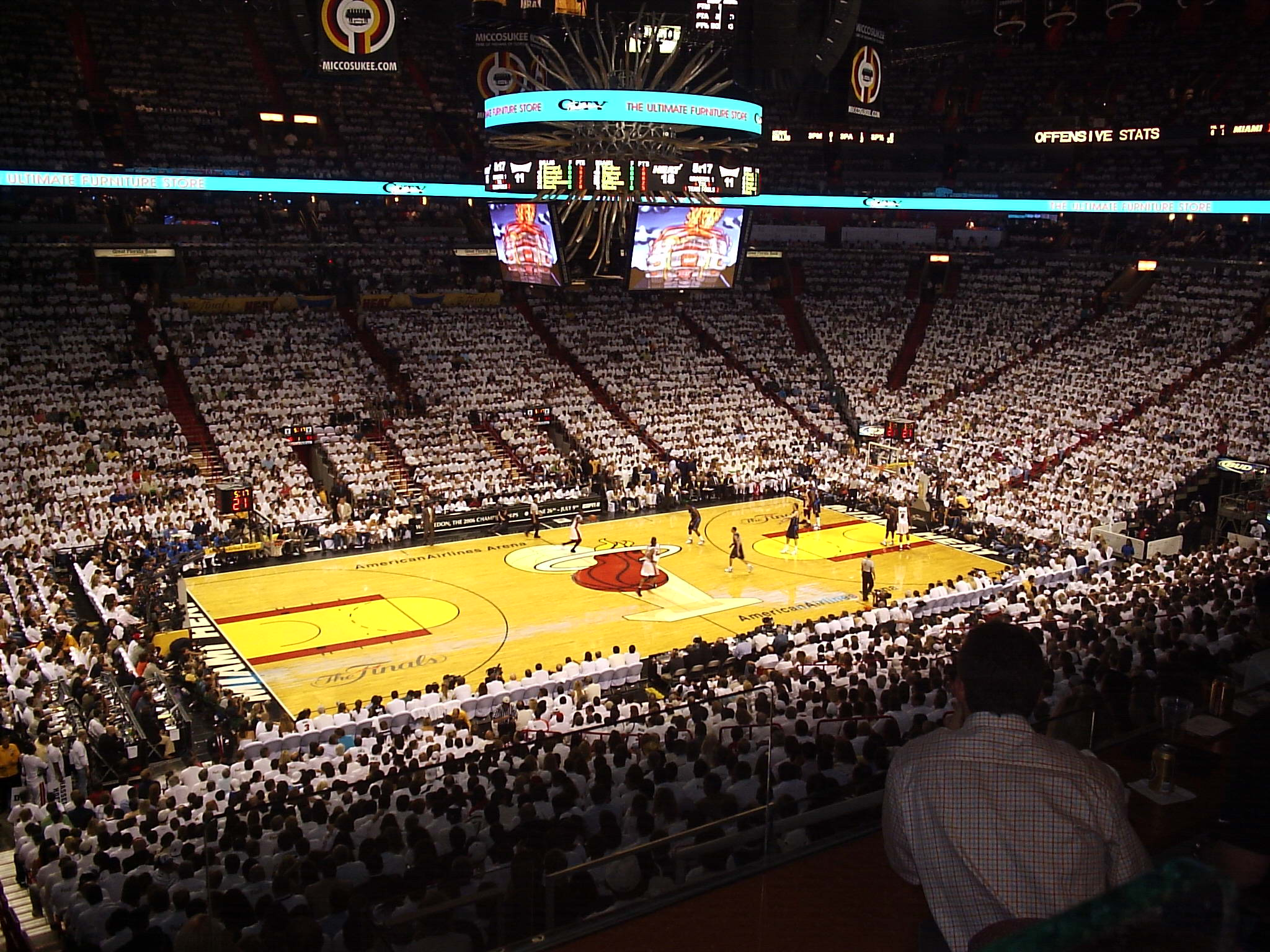
迈阿密热火的主场——卡西亚中心

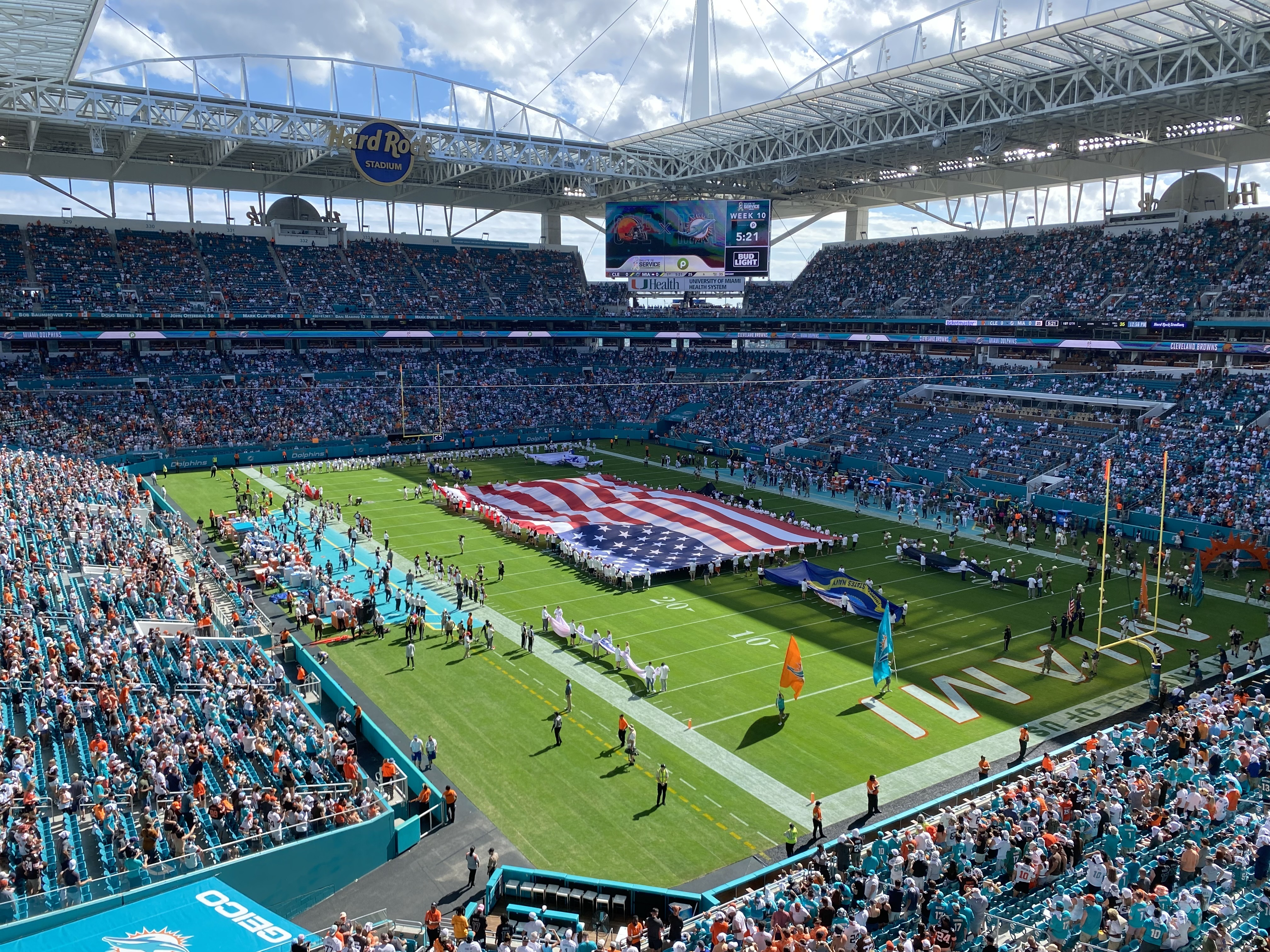
迈阿密海豚队的主场——硬石体育场

迈阿密拥有五支职业体育联盟的球队，包括國家美式橄欖球聯盟（NFL）的迈阿密海豚队（Miami Dolphins）、国家篮球协会（NBA）的迈阿密热火队（Miami Heat）、美国职业棒球大联盟（MLB）的迈阿密马林鱼队（Miami Marlins）、国家冰球联盟（NHL）的佛罗里达美洲豹队（Florida Panthers），以及美国职业足球大联盟（MLS）的迈阿密国际足球俱乐部（Inter Miami CF）。
迈阿密热火队是该市最受欢迎的体育队伍之一，主场设在迈阿密市中心的卡西亚中心，自1988年成立以来，曾三次夺得NBA总冠军（2006年、2012年和2013年）。迈阿密马林鱼队则在小哈瓦那地区的龍帝霸公園球場进行比赛，该球场原址为迈阿密橙碗体育场，承载着迈阿密悠久的体育历史，马林鱼队曾在1997年和2003年的两次季后赛中赢得了世界大赛冠军。迈阿密海豚队则是NFL的老牌劲旅，成立于1966年，主场位于迈阿密加登斯的硬石体育场，曾赢得过两次超级碗冠军（1972年、1973年）。此外，佛罗里达美洲豹队的主场位于森赖斯的阿梅兰特银行体育馆，并于2024年赢得了球队历史上第一个史丹利盃。迈阿密国际足球俱乐部目前在劳德代尔堡的大通体育场比赛，未来计划在迈阿密自由公园（Miami Freedom Park）建造新的专属球场。迈阿密还有另一支职业足球俱乐部——迈阿密足球会（Miami FC），该队伍参加美国足球冠军联赛，并在皮特布尔体育场进行主场比赛。
迈阿密不仅在职业体育领域表现突出，在大学体育方面也具有重要地位。迈阿密大学的迈阿密飓风队（Miami Hurricanes）是大西洋沿岸联盟（ACC）的成员，其橄榄球队在硬石体育场进行比赛，历史上曾多次赢得全国冠军。佛罗里达国际大学的黑豹队（FIU Panthers）则是全国大学体育协会（NCAA）合众国联盟的成员。
迈阿密还积极举办各种赛事和体育活动。每年，迈阿密都会举办迈阿密网球公开赛（Miami Open），吸引世界顶级网球选手前来参赛。此外，迈阿密是赛车运动的重要城市之一，曾举办迈阿密大奖赛（Miami Grand Prix）等赛事。自2022年起，迈阿密国际赛道成为一级方程式迈阿密大奖赛的举办地。此外，位于迈阿密西南方的霍姆斯特德-迈阿密赛道仍是NASCAR赛事的举办地之一。

### 媒体
迈阿密是美国最大的电视市场之一，在佛罗里达州仅次于坦帕湾地区。该市拥有多家主要报纸，其中规模最大、影响力最广的报纸是《迈阿密先锋报》（The Miami Herald），而《新先锋报》（El Nuevo Herald）则是迈阿密和南佛罗里达地区发行量最大的西班牙语报纸，这两份报纸长期以来一直是当地新闻报道的核心。除了《迈阿密先锋报》和《新先锋报》之外，迈阿密还有其他几家重要的报纸。例如，总部位于布里克尔的《迈阿密今日报》（Miami Today）专注于本地商业和城市发展新闻；总部位于中城的《迈阿密新时报》（Miami New Times）以调查性报道和文化新闻闻名。此外，还有《迈阿密太阳邮报》（Miami SunPost）、《南佛罗里达商业期刊》（South Florida Business Journal）以及专注于非裔美国人社区新闻的《迈阿密时报》（The Miami Times）。在西班牙语媒体方面，《美洲日报》（Diario Las Americas）是迈阿密的另一家主要西班牙语报纸，为西班牙语社区提供时事、政治和文化新闻。此外，许多社区和周边地区也有自己的地方报纸，例如《阿文图拉新闻报》（Aventura News）、《科勒尔盖布尔斯论坛报》（Coral Gables Tribune）、《比斯坎湾论坛报》（Biscayne Bay Tribune）、《比斯坎时报》（Biscayne Times）和《帕尔梅托湾新闻报》（Palmetto Bay News）。这些地方报纸专注于报道社区新闻、文化活动以及本地商业动态，为居民提供更贴近日常生活的信息。在杂志方面，迈阿密也有多种刊物流通，涵盖时尚、社会生活和区域新闻等领域。例如，《迈阿密月刊》（Miami Monthly）是东南佛罗里达地区唯一的区域杂志，而《海洋大道》（Ocean Drive）则以其奢华、时尚和社交场景报道为特色。
迈阿密还是众多西班牙语电视网络、唱片公司和广播公司的总部所在地。例如，美国最重要的西班牙语电视网络——特莱蒙多（Telemundo）和环球电视网（Univision）的总部均设在迈阿密。此外，环球电视通讯（TelevisaUnivision）、Mega TV、环球音乐拉丁娱乐（Universal Music Latin Entertainment）、RCTV国际（RCTV International）和阳光电视（Sunbeam Television）等传媒机构也在此设立了制作中心。这些大型传媒机构使迈阿密成为西班牙语媒体内容制作的核心城市之一，对整个拉丁美洲市场具有重要影响。
在本地广播和电视市场方面，迈阿密市是美国第十二大广播市场和第十七大电视市场，拥有众多电视台，为居民提供丰富的新闻、娱乐和文化节目。迈阿密地区的主要电视台包括WAMI（UniMás旗下）、WBFS（CW电视网）、WSFL（独立电视台）、WFOR（CBS）、WHFT（TBN）、WLTV（Univision）、WPLG（ABC）、WPXM（Ion）、WSCV（特莱蒙多）、WSVN（FOX）、WTVJ（NBC）、WPBT（PBS）和WLRN（PBS）。

### 影视文化
迈阿密作拥有悠久的影视文化传统。得益于其温暖的气候和充足的阳光，佛罗里达州早在无声电影时代便已成为电影制作的主要地点之一，与当时的好莱坞不相上下。至今，佛罗里达仍然是美国电影产业的重镇，仅次于加利福尼亚州和纽约州，位列全国第三。而迈阿密作为佛州最具代表性的城市，长期以来一直是电影和电视剧拍摄的重要地点，并随着娱乐产业的扩展而不断发展壮大。早在1960年代，迈阿密便已成为电视剧拍摄的理想之地。《瑟夫赛德6》（Surfside 6）、《海豚弗利珀》（Flipper）、《Gentle Ben》（Gentle Ben）等剧集纷纷在这里取景。此外，迈阿密的制片厂还承载了全国知名的节目，例如西班牙语情景喜剧《美国怎么了》（¿Qué Pasa, U.S.A.?）。著名的综艺节目主持人杰基·格里森更是将他的综艺节目搬到迈阿密海滩礼堂，吸引了大批观众。1980年代，迈阿密毒品犯罪成为了当时许多美国电影的热门题材和犯罪题材影视作品的理想场景，例如经典剧集《迈阿密风云》（Miami Vice）以独特的视觉风格和激烈的警匪对抗著称，剧组曾在迈阿密市中心的海湾市场、迈阿密塔、维斯盖亚庄园和戴德县法院取景，赋予剧集鲜明的本土特色。
其他在迈阿密取景拍摄的著名影视作品包括：1964年的詹姆斯·邦德系列电影《金手指》（Goldfinger），影片的部分场景取景于著名的迈阿密海滩枫丹白露酒店。1994年由金·凯瑞主演的喜剧电影《神探飞机头》（Ace Ventura: Pet Detective）在迈阿密取景，片中出现了维斯盖亚庄园和乔·罗比体育场。1998年的浪漫喜剧《我为玛丽狂》（There's Something About Mary）由本·斯蒂勒和卡梅隆·迪亚兹主演，主要拍摄地包括迈阿密南海滩、格林威治制片厂（Greenwich Studios）、迈阿密-戴德文化中心和爱迪生酒店等。1999年上映的体育电影《挑战星期天》（Any Given Sunday）由奥利弗·斯通执导，讲述了一支虚构的职业橄榄球队——迈阿密鲨鱼队的故事，影片的取景地包括已拆除的橙碗体育场、硬石体育场和迈阿密市中心。2003年上映的动作片《速度与激情2》（2 Fast 2 Furious）同样在迈阿密进行主要拍摄，影片中的街头飙车场景充分展现了迈阿密都市夜景的魅力。2006年首播的电视剧《嗜血法医》（Dexter）以迈阿密为背景，讲述了一名警局血迹分析师夜间化身为惩恶扬善的连环杀手的故事，剧集的拍摄地点遍布迈阿密，包括迈阿密海滩、海湾公园等地。2008年的温情电影《马利与我》（Marley and Me）讲述了一对夫妇与拉布拉多犬马利的故事，影片取景地包括比斯坎湾的克兰登公园海滩、椰林以及市中心的海湾市场。2016年上映的《月光男孩》（Moonlight）讲述了一位非裔美国男孩在迈阿密成长过程中探索自身身份的故事，该片的拍摄地包括自由城、自由广场、米拉玛尔高中和弗吉尼亚礁等地。

## 文娱设施

### 博物馆
- 巴斯艺术博物馆（Bass Museum of Art）
- 迈阿密历史博物馆（HistoryMiami）
- 佛罗里达犹太博物馆（Jewish Museum of Florida）
- 洛厄艺术博物馆（Lowe Art Museum）
- 迈阿密儿童博物馆（Miami Children's Museum）
- 北迈阿密当代艺术博物馆（Museum of Contemporary Art）
- 佩雷斯艺术博物馆（Pérez Art Museum Miami）
- 菲利普和帕特里夏·弗罗斯特科学博物馆（Phillip and Patricia Frost Museum of Science）
- 维斯盖亚庄园（Vizcaya Museum and Gardens）
- 沃尔夫森博物馆（Wolfsonian）

### 公园及动植物园
- 迈阿密动物园（Zoo Miami）
- 海湾公园（Bayfront Park）
- 巴纳克尔历史州立公园（The Barnacle Historic State Park）
- 博物馆公园（Museum Park）
- 克兰登公园（Crandon Park）
- 比尔·巴格斯佛罗里达州立公园（Bill Baggs Cape Florida State Park）
- 比斯坎国家公园（Biscayne National Park）
- 丛林岛（Jungle Island）
- 迈阿密海洋水族馆（Miami Seaquarium）

### 表演场地
- 阿德里安·阿什特表演艺术中心（Adrienne Arsht Center for the Performing Arts）
- 柯洛尼剧院（Colony Theatre）
- 古斯曼表演艺术中心（Gusman Center for the Performing Arts）

### 体育场地
- 龍帝霸公園球場（LoanDepot Park）
- 卡西亞中心（Kaseya Center）
- 克兰登公园网球中心（Tennis Center at Crandon Park）
- 沃茨科中心（Watsco Center）
- 亚历克斯·罗德里格斯公园（Alex Rodriguez Park at Mark Light Field）

## 友好城市

### 姊妹城市
迈阿密的姊妹城市包括：
- 阿根廷布宜诺斯艾利斯[46]
- 巴西萨尔瓦多[46]
- 智利圣地亚哥[46]
- 中国青岛[46]
- 哥伦比亚巴兰基亚[47]
- 哥伦比亚波哥大[46]
- 圣多明各[46]
- 法國尼斯[48]
- 義大利巴勒莫[49]
- 日本鹿儿岛[46][50]
- 摩洛哥阿加迪尔[51]
- 摩洛哥杰迪代
- 秘魯利马[46]
- 西班牙马德里[46][52]
- 西班牙穆尔西亚[53]
- 薩爾瓦多圣萨尔瓦多[46]
- 臺灣高雄[54]
- 英国南安普顿[55]

### 合作协议
- 葡萄牙里斯本[56][57]
- 以色列耶鲁哈姆（英语：Yeruham）[58]